# Gelnhausen

Stadtgebiet von Gelnhausen

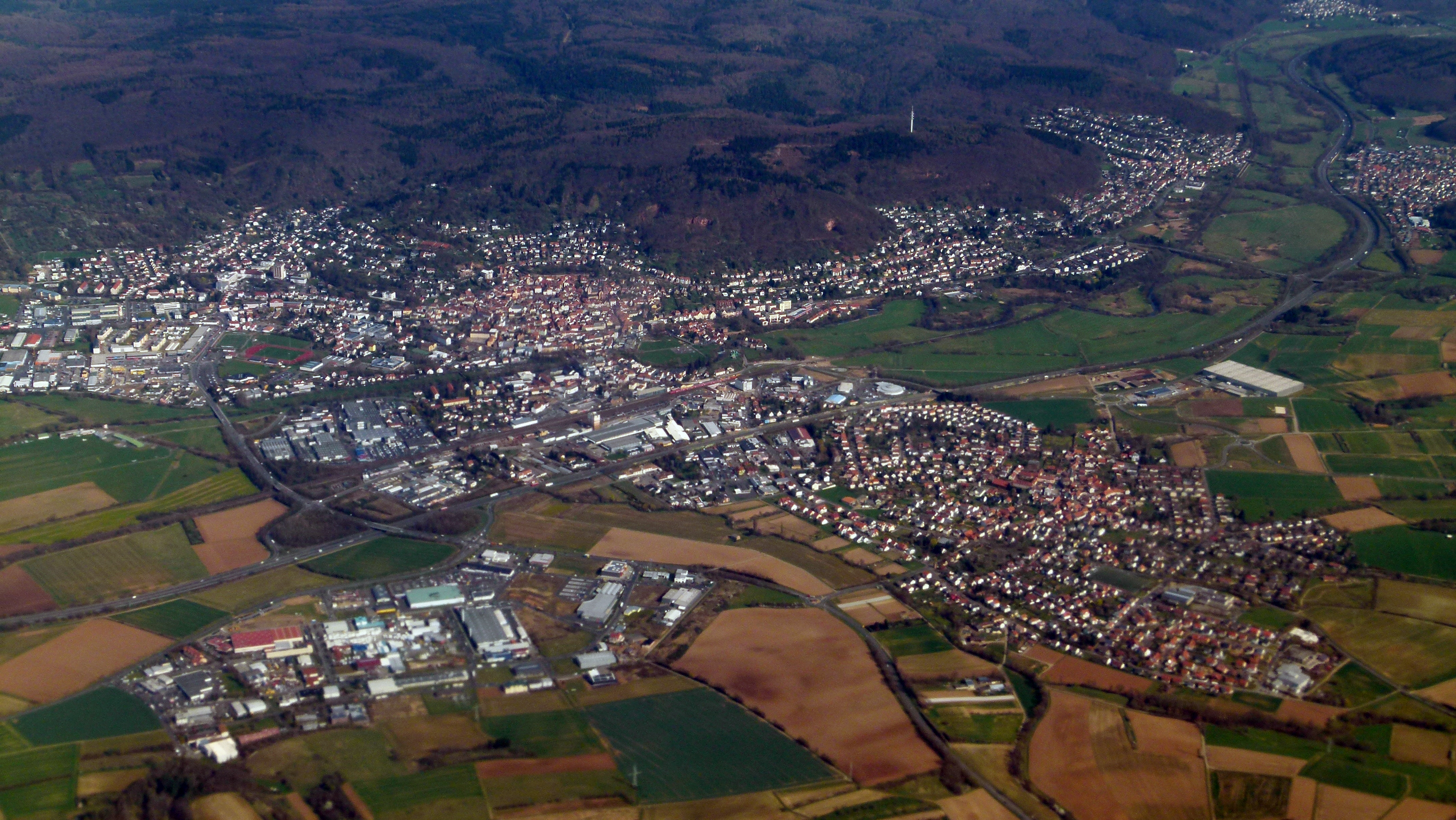
Luftbild von Gelnhausen (oben), Altenhaßlau (Mitte), Hailer (unten)

Gelnhausen [ɡɛlnˈha͜uzn̩] ⓘ ist die Kreisstadt des Main-Kinzig-Kreises im Südosten Hessens. Die ehemalige Reichsstadt liegt auf halber Strecke zwischen Frankfurt am Main und Fulda am östlichen Rand des Rhein-Main-Gebietes. Sie trägt seit dem 26. April 1978 die amtliche Zusatzbezeichnung Barbarossastadt.

## Geografie

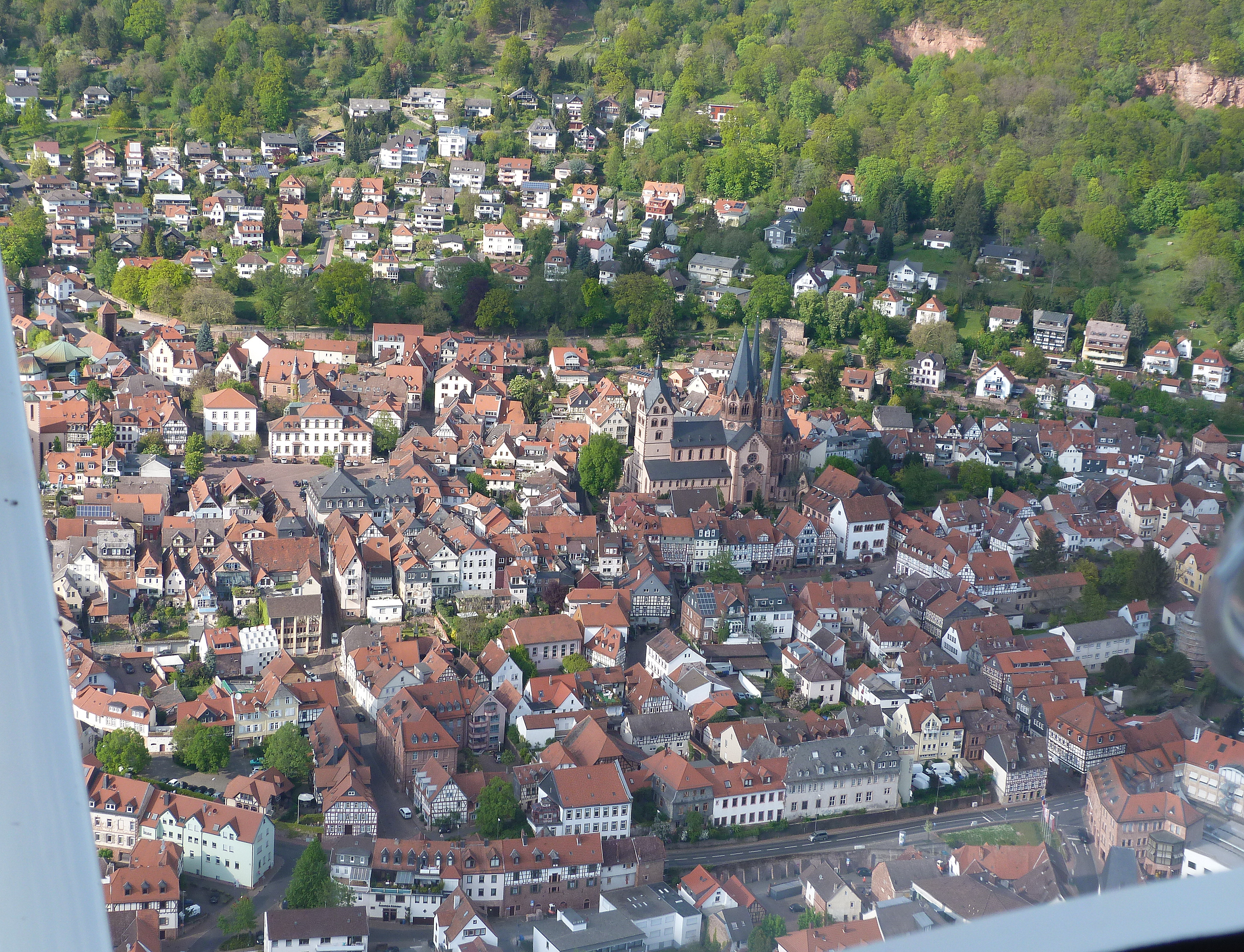
Altstadt von Gelnhausen aus dem Flugzeug gesehen

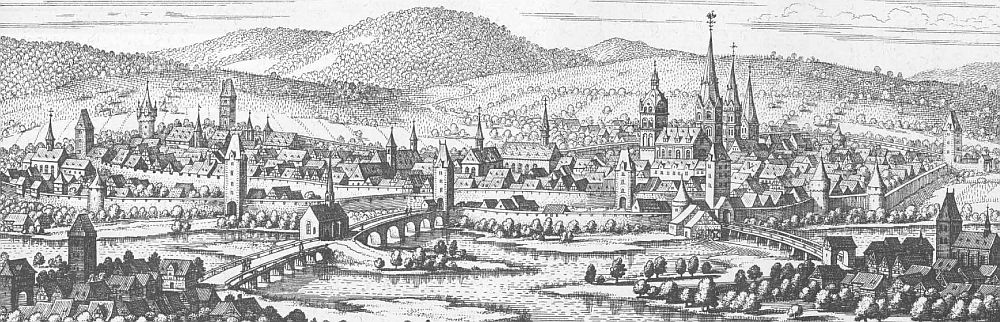
Gelnhausen – Auszug aus der Topographia Hassiae von Matthäus Merian 1655

### Geografische Lage
Gelnhausen liegt am Südrand des Büdinger Waldes im Kinzigtal. Der Büdinger Wald ist ein nach Norden über die Kinzig vorspringender Spessart-Ausläufer, der zum Hessisch-Fränkischen Bergland (Kennziffer 14) gezählt wird. Dieser Ausläufer schiebt sich von Süden vor die gegen das Rhein-Main-Tiefland (Kennziffer 23) gerichtete Südabdachung des Vogelsberges. Als nordwest-südost-verlaufende Buntsandsteinscholle von 350 bis 410 m Höhe bildet er im Wesentlichen eine Sandsteinhochfläche, auf deren lehmigen Sandböden sich ein fast geschlossenes Waldgebiet befindet, zum größeren Teil Laubwälder, darunter auch schutzwürdige Edellaubbaumwälder. Die Landschaft hat hohe Bedeutung als Erholungsgebiet. Bedeutung für den Biotopverbund hat insbesondere das große unzerschnittene Gebiet nördlich von Gelnhausen. An der Grenze zum Vogelsberg im nördlichen Teil der Gemarkung des der Gemeinde Gründau zugehörigen Ortsteils Breitenborn befinden sich dagegen Basaltdecken und einer der größten Basaltbrüche Hessens.
Südlich der Kinzig findet der Spessart mit den drei Zeugenbergen: dem Niedermittlauer- und dem Meerholzer Heiligenkopf sowie dem Rauenberg seinen nördlichen Abschluss. Die Kinzig, die im Mittelalter ab Gelnhausen schiffbar war, durchfließt die Landschaft in einem weiten flachen Muldental von Osten nach Westen und am südlichen Rand durch das Stadtgebiet.
Von 2007 bis 2013 lag auf Grund der EU-Erweiterung die geografische Mitte der EU exakt bei 50° 10′ 21″ N, 9° 9′ 0″ O im südlichsten Teil von Meerholz, einem Stadtteil Gelnhausens – inmitten eines Feldes am Fuße des „Niedermittlauer Heiligenkopfes“. Am 26. Januar 2007 hisste der hessische Europaminister Volker Hoff an dieser Stelle symbolisch eine Flagge der Europäischen Union.

### Klima

Niederschlagsdiagramm

Der Jahresniederschlag beträgt 859 mm. Der Niederschlag liegt im oberen Viertel der Messstellen des Deutschen Wetterdienstes. 73 % zeigen niedrigere Werte an. Der trockenste Monat ist der Februar; am meisten regnet es im Juni. Im niederschlagreichsten Monat fällt etwa 1,5-mal mehr Regen als im trockensten Monat. Die jahreszeitlichen Niederschlagschwankungen liegen im unteren Drittel. In nur 3 % aller Orte schwankt der monatliche Niederschlag weniger.

### Nachbargemeinden
Gelnhausen grenzt im Norden und Westen an die Gemeinde Gründau, im Nordosten an die Stadt Wächtersbach, im Osten an die Gemeinde Biebergemünd, und im Süden unmittelbar an die Gemeinde Linsengericht und an die Gemeinden Freigericht und Hasselroth.
| Lieblos     | Büdinger Wald                               | Wächtersbach |
| Gründau     | Kompassrose, die auf Nachbargemeinden zeigt | Biebergemünd |
| Freigericht | Linsengericht                               | Biebergemünd |

### Stadtgliederung
Gelnhausen besteht neben dem Stadtkern (Stadtteil Mitte) aus den Stadtteilen Hailer, Haitz mit Kaltenborn, Höchst, Meerholz und Roth.

## Geschichte

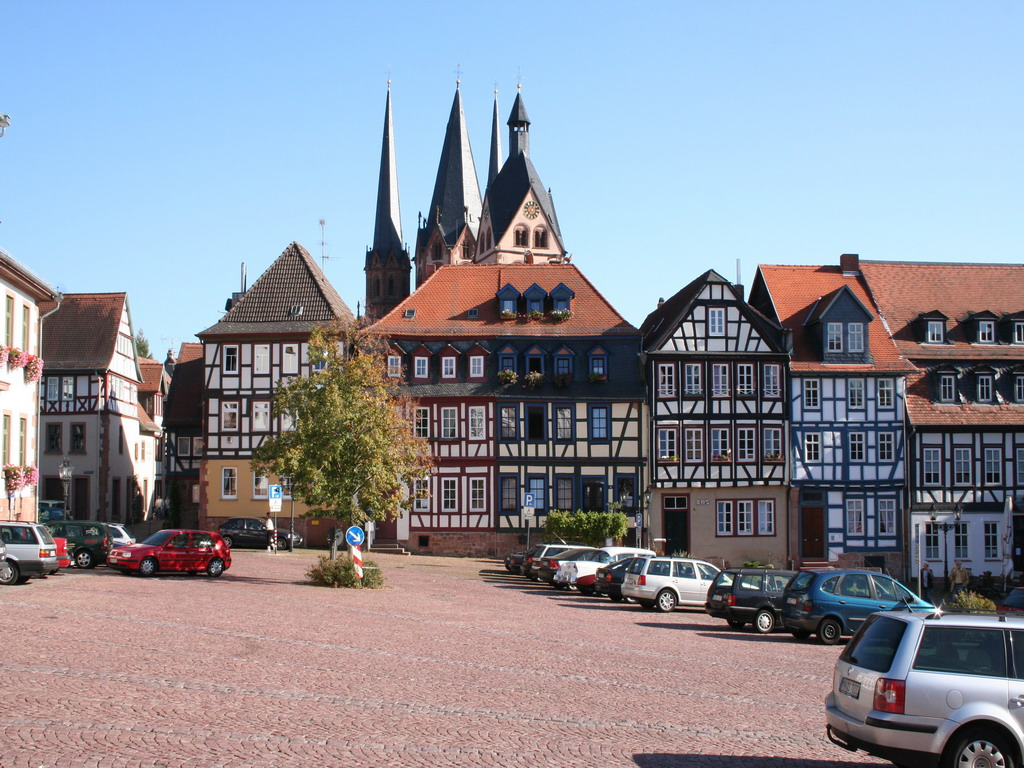
Obermarkt

### Überblick
Mit langgestrecktem Unter- und Obermarkt, fünf erhaltenen Tortürmen und Teilen der alten Stadtbefestigung hat sich die frühere Reichsstadt ihr mittelalterliches Gepräge erhalten.
In der ersten Hälfte des 12. Jahrhunderts nannte sich ein (zuvor in Langenselbold ansässiger) Zweig des Adelsgeschlechts der Reginbodonen nach Gelnhausen, die Grafen von Selbold-Gelnhausen.
Die Stadtgründung von Gelnhausen erfolgte im Jahr 1170 durch Kaiser Friedrich I. (Barbarossa), was ihr den heute geläufigen Beinamen „Barbarossastadt“ einbrachte. Dies geschah, indem drei Dörfer am Hang nördlich der Kinzig zusammengeschlossen wurden, eines davon Gelnhausen genannt. In historischen Dokumenten ist die Schreibweise des Ortsnamens in wechselnder Form zu finden: Geylhausen (1058), Geilenhusen (1133), Gelenhusen (1158), Geilnhusen (1170), Gelnhusen (1223) und Geilenhusen (1232).
Die Verpfändung der Stadt durch den späteren Kaiser Karl IV. 1349 und insbesondere der Dreißigjährige Krieg warfen die Stadt auf lediglich regionale Bedeutung zurück.
Im Sommer 1736 bewahrte ein schwerer Hagelsturm die Stadt vor einer weitgehenden Zerstörung durch eine Feuersbrunst. In Erinnerung daran begeht man in jedem Jahr am 15. August den sogenannten Hageltag im Rahmen eines ökumenischen Gottesdienstes.
In der Nacht vom 3. auf den 4. Juni 1938, die als „Gelnhäuser Kristallnacht“ gilt, wurden die zwei Türen der Synagoge zugemauert und die Fenster der Synagoge sowie des jüdischen Gemeindehauses mit Steinen beworfen. Die örtliche Zeitung Kinzig-Wacht meldete Gelnhausen schon am 1. November 1938 „judenfrei“, daher blieb das Gebäude im Novemberpogrom 1938 unbehelligt. Die ehemalige Synagoge ist seit 1986 ein Kulturzentrum. Mehr als 119 Stolpersteine (Stand 2021) erinnern an das einst lebhafte jüdische Leben in Gelnhausen.
1974 verlor Gelnhausen zunächst den seit kurhessischer Zeit bestehenden Status einer Kreisstadt. Im Juli 2005 wurde jedoch die Verwaltung des Main-Kinzig-Kreises aus Hanau hierher verlegt. Der Kreis erhielt anstelle von HU das KfZ-Kennzeichen „MKK“. Seit dem 1. Januar 2013 wird, neben „MKK“, auch das alte Kennzeichen „GN“ wieder vergeben.

### Weinbau und Weinhandel
Seit der Stadtgründung war der Weinbau eng mit Gelnhausen verbunden, wie Aufzeichnungen der Klöster Meerholz und Selbold belegen. Dazu beigetragen haben sicherlich die günstige topografische Lage sowie die optimale Sonnenorientierung des Berghanges oberhalb der Stadt. Die Weinhänge waren weit vom Westen bis in den Osten oberhalb der Stadt ausgedehnt, einzelne Lagen konnten Größen von bis zu 7 Morgen erreichen. Da Wein, wegen der gegenüber Wasser viel größeren hygienischen Sicherheit, eine große Verbreitung in der Bevölkerung hatte, stellte er auch einen bedeutenden Wirtschaftsfaktor dar. Dokumentiert wird das unter anderem durch die Weinbergsordnung von 1560.
Eine Vielzahl von Berufen entwickelte sich, aufbauend auf diesem Gewerbe. So gab es Weinbergarbeiter und -arbeiterinnen, Weingärtner und Weinbergsaufseher, aber auch Kelterknechte, Kellermeister, Faßbinder, Bechermacher, Weinschröter (Fasstransporteure), Fuhrleute sowie Weinkaufleute, Weinausrufer und Andere. Die bekannten, in Gelnhausen angebauten Rebsorten waren: Gelber Ortlieber, Grüner Silvaner, Roter und Schwarzer Clevner, Weißer Elbling und Weißer kleiner Riesling. Weine aus Gelnhausen entwickelten sich zu überregional bekannten, beliebten Weinen und wurden bis an den Wiener Hof exportiert.
Rund um den Wein entstanden ebenso wie in anderen Regionen auch in Gelnhausen eigene Sitten, Gebräuche und Weinfeste. Eines von ihnen war das Weinlesefest, in dessen Mittelpunkt der „Orwanesi“, eine. spätgotische Holzfigur des Heiligen Urbanus, des Schutzheiligen der Weinbauern, durch die Stadt getragen wurde.
Immer wieder war, im Laufe der Jahrhunderte, das Wetter ein entscheidender Faktor für Wohl und Wehe des Weinbaus in Gelnhausen. Während in der Anfangszeit die Mittelalterliche Warmzeit sehr begünstigend wirkte, begann ab dem 15. Jahrhundert, mit der Kleinen Eiszeit, eine Periode wiederkehrender Kälteeinbrüche, die mehrere Jahrhunderte andauerte und zu Ernteausfällen führte. Johann Heinrich Cassebeer erkannte früh „den Niedergang des Weinbaus in Gelnhausen und brachte Ideen zur Umnutzung der Weinbergsflächen ein. Unter anderem initiierte er die Pflanzung von Edelkastanien“. Die Stecklinge besorgte er aus dem Taunus, „wohin die Römer den Baum vor bald zwei Jahrtausenden gebracht hatten“. Der Pflanzort, die Heinrichshöhe, ist nach Cassebeer so benannt.
Das Ende des Weinbaues in Gelnhausen war aber weder der Frost, noch in entscheidendem Maße die aus Amerika eingeschleppte Reblaus, sondern die Eröffnung der Bahnstrecke, auf dem Abschnitt Hanau–Wächtersbach im Jahr 1867, die der Bevölkerung viele attraktive Arbeitsplätze näher brachte. Heute finden sich am Pfaffenweg, einem Kultur-Wanderweg oberhalb der Stadt noch Spuren der alten Wingerten und in einem von ihnen einen hoffnungsvollen Neubeginn des Weinbaus.

### Bad Gelnhausen
Beim Bau einer Eisenbahnbrücke östlich von Gelnhausen, im Zuge der Kinzigtalbahn, entdeckte man 1865 die Mineralwasservorkommen in den „Klosterwiesen“. Die sehr positive Analyse der Sole führte sehr bald zu ihrer Erschließung und den Bau eines kleinen Badehauses. Damit begann ein Badebetrieb „am Nippel“. Die relativ ungünstige Lage der Quellen im Verhältnis zur Stadt erschwerte allerdings die Realisierung der notwendigen weiteren Investitionen für einen florierenden Badebetrieb. Hinzu kam der Erste Weltkrieg mit seinen Folgen. Erst 1926 gestaltete man mit dem Schöfferpark im Westen der Stadt einen eindrucksvollen Kurpark. Das Wohnhaus des Fabrikanten Ludwig Wilhelm Schöffer, die Villa „Withu“, wurde zum Kurhaus.
Gegen eine weitere Entwicklung des Bades gab es, Anfang der 1930er Jahre, mit der einsetzenden Weltwirtschaftskrise den nächsten Schlag. Es folgte dann der Zweite Weltkrieg. Mit ihm endete auch die Geschichte von Bad Gelnhausen. Wiederbelebungsversuche „zwischen 1950 und 1977, die Quellen wieder zu erschließen und entsprechend zu nutzen, blieben erfolglos“. Nicht ohne Einfluss waren dabei sicherlich die Erfolgsgeschichten der benachbarten Bad Orb und Bad Soden.

### Eingemeindungen und Gebietsreform 1970/74
Im Zuge der Gebietsreform in Hessen wurden am 1. Juli 1970 die bis dahin selbständigen Gemeinden Haitz und Roth auf freiwilliger Basis als Stadtteil nach Gelnhausen eingegliedert. Am 1. April 1971 kam Hailer hinzu. Höchst und Meerholz folgten kraft Landesgesetz am 1. Juli 1974. Für alle Stadtteile und die Kernstadt von Gelnhausen wurde je ein Ortsbezirk mit Ortsbeirat und Ortsvorsteher nach der Hessischen Gemeindeordnung eingerichtet.

## Bevölkerung

### Einwohnerstruktur 2011
Nach den Erhebungen des Zensus 2011 lebten am Stichtag, dem 9. Mai 2011, in Gelnhausen 21.801 Einwohner. Darunter waren 2063 (9,5 %) Ausländer, von denen 796 aus dem EU-Ausland, 952 aus anderen europäischen Ländern und 315 aus anderen Staaten kamen. Von den deutschen Einwohnern hatten 12,4 % einen Migrationshintergrund. (Bis zum Jahr 2020 erhöhte sich die Ausländerquote auf 14,0 %.) Nach dem Lebensalter waren 3554 Einwohner unter 18 Jahren, 9341 zwischen 18 und 49, 4650 zwischen 50 und 64 und 4253 Einwohner waren älter. Die Einwohner lebten in 9692 Haushalten. Davon waren 3188 Singlehaushalte, 2738 Paare ohne Kinder und 2733 Paare mit Kindern, sowie 789 Alleinerziehende und 244 Wohngemeinschaften. In 1946 Haushalten lebten ausschließlich Senioren und in 6727 Haushaltungen lebten keine Senioren.

### Einwohnerentwicklung
- 1611: 479 Steuernde in der Stadt, 28 im Ziegelhaus, 9 Juden[6]
- 1812: 448 Feuerstellen, 2613 Seelen[6]

| Gelnhausen: Einwohnerzahlen von 1812 bis 2020 | Gelnhausen: Einwohnerzahlen von 1812 bis 2020 | Gelnhausen: Einwohnerzahlen von 1812 bis 2020 | Gelnhausen: Einwohnerzahlen von 1812 bis 2020 | Gelnhausen: Einwohnerzahlen von 1812 bis 2020 |
| --- | --------------------------------------------- | --------------------------------------------- | --------------------------------------------- | --------------------------------------------- |
| Jahr |                                               |                                               |                                               | Einwohner                                     |
| 1812 | 1812                                          |                                               | 2.613                                         | 2.613                                         |
| 1834 | 1834                                          |                                               | 3.643                                         | 3.643                                         |
| 1840 | 1840                                          |                                               | 4.146                                         | 4.146                                         |
| 1846 | 1846                                          |                                               | 4.302                                         | 4.302                                         |
| 1852 | 1852                                          |                                               | 4.073                                         | 4.073                                         |
| 1858 | 1858                                          |                                               | 3.732                                         | 3.732                                         |
| 1864 | 1864                                          |                                               | 3.720                                         | 3.720                                         |
| 1871 | 1871                                          |                                               | 3.765                                         | 3.765                                         |
| 1875 | 1875                                          |                                               | 3.917                                         | 3.917                                         |
| 1885 | 1885                                          |                                               | 3.892                                         | 3.892                                         |
| 1895 | 1895                                          |                                               | 4.496                                         | 4.496                                         |
| 1905 | 1905                                          |                                               | 4.800                                         | 4.800                                         |
| 1910 | 1910                                          |                                               | 4.859                                         | 4.859                                         |
| 1925 | 1925                                          |                                               | 4.758                                         | 4.758                                         |
| 1939 | 1939                                          |                                               | 5.712                                         | 5.712                                         |
| 1946 | 1946                                          |                                               | 6.918                                         | 6.918                                         |
| 1950 | 1950                                          |                                               | 8.247                                         | 8.247                                         |
| 1956 | 1956                                          |                                               | 7.979                                         | 7.979                                         |
| 1961 | 1961                                          |                                               | 7.756                                         | 7.756                                         |
| 1967 | 1967                                          |                                               | 7.742                                         | 7.742                                         |
| 1970 | 1970                                          |                                               | 10.221                                        | 10.221                                        |
| 1973 | 1973                                          |                                               | 18.143                                        | 18.143                                        |
| 1975 | 1975                                          |                                               | 17.889                                        | 17.889                                        |
| 1980 | 1980                                          |                                               | 18.526                                        | 18.526                                        |
| 1985 | 1985                                          |                                               | 18.257                                        | 18.257                                        |
| 1990 | 1990                                          |                                               | 19.559                                        | 19.559                                        |
| 1995 | 1995                                          |                                               | 21.263                                        | 21.263                                        |
| 2000 | 2000                                          |                                               | 21.799                                        | 21.799                                        |
| 2005 | 2005                                          |                                               | 21.837                                        | 21.837                                        |
| 2010 | 2010                                          |                                               | 21.510                                        | 21.510                                        |
| 2011 | 2011                                          |                                               | 21.801                                        | 21.801                                        |
| 2015 | 2015                                          |                                               | 22.687                                        | 22.687                                        |
| 2020 | 2020                                          |                                               | 23.208                                        | 23.208                                        |
| Datenquelle: Historisches Gemeindeverzeichnis für Hessen: Die Bevölkerung der Gemeinden 1834 bis 1967. Wiesbaden: Hessisches Statistisches Landesamt, 1968. Weitere Quellen: ; Hessisches Statistisches Informationssystem; Zensus 2011 Ab 1970 einschließlich der im Zuge der Gebietsreform in Hessen eingegliederten Orte. |                                               |                                               |                                               |                                               |

### Religion

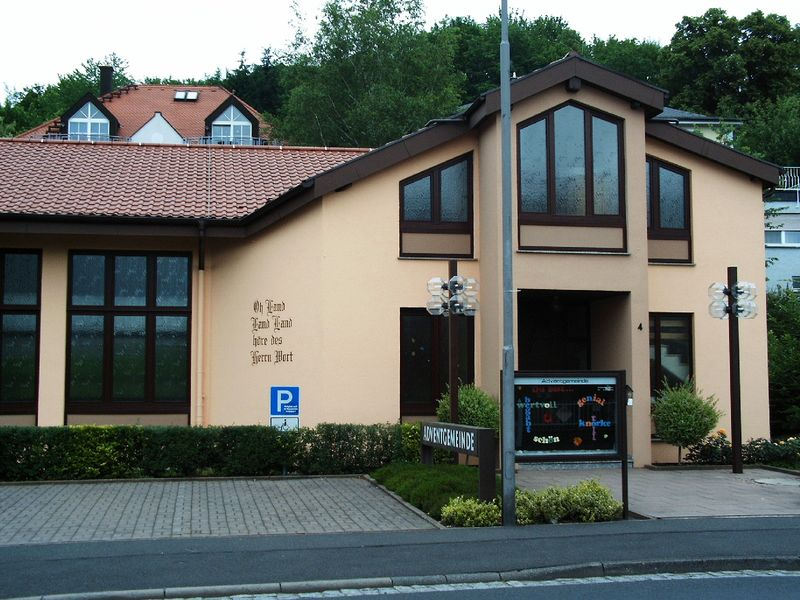
Siebenten-Tags-Adventisten-Kirche

In Gelnhausen gibt es die folgenden Kirchen und Religionsgemeinschaften:
- Evangelische Kirchengemeinde Gelnhausen (Kernstadt) mit der Marienkirche
- Evangelische Kirchengemeinde Haitz-Höchst mit der Dankeskirche
- Evangelische Kirchengemeinde Meerholz-Hailer mit der Schlosskirche
- Katholische Pfarrei St. Raphael mit den Gelnhäuser Kirchorten St. Peter (Kernstadt), Maria-Königin (Meerholz-Hailer) und St. Wendelin (Höchst).
- Freikirchlich: Adventgemeinde Gelnhausen, Evangelisch-Freikirchliche Gemeinde (Baptisten) Gelnhausen-Meerholz, Kirche des Nazareners.
- Islamisch: Eyüp-Sultan-Moschee, Merkez-Moschee.[33]

Der Ortsteil Roth gehört für die evangelische Kirche zur Kirchengemeinde Auf dem Berg in Gründau.
Religionszugehörigkeit
| • 1885: | 3125 evangelische (= 84,60 %), 334 katholische (= 9,04 %), 10 anderes christliche-konfessionelle (= 0,27 %), 225 jüdische (= 6,09 %) Einwohner      |
| • 1961: | 5441 evangelische (= 70,15 %), 3125 katholische (= 27,19 %) Einwohner                                                                               |
| • 1987: | 9955 evangelische (= 53,7 %), 6420 katholische (= 34,6 %), 2172 sonstige (= 11,7 %) Einwohner                                                       |
| • 2011: | 8180 evangelische (= 37,8 %), 6250 katholische (= 28,9 %), 260 orthodoxe (= 1,2 %), 530 andersgläubig (= 2,5 %), 6200 sonstige (= 28,7 %) Einwohner |

## Politik

### Stadtverordnetenversammlung
Die Stadtverordnetenversammlung ist das oberste Organ der Stadt. Ihre politische Zusammensetzung wird alle fünf Jahre in der Kommunalwahl durch die Wahlbevölkerung der Stadt bestimmt. Wählen darf, wer das 18. Lebensjahr vollendet hat und deutscher Staatsbürger im Sinne des Grundgesetzes oder Staatsangehöriger eines der übrigen Mitgliedstaaten der Europäischen Union ist. Für alle gilt, dass sie seit mindestens drei Monaten in der Stadt gemeldet sein müssen.
Die Kommunalwahl am 6. März 2016 lieferte folgendes Ergebnis, in Vergleich gesetzt zu früheren Kommunalwahlen:
| Sitzverteilung in der Stadtverordnetenversammlung 2021Insgesamt 37 Sitze - SPD: 8 - Grüne: 7 - BG: 6 - GN+: 3 - FDP: 4 - CDU: 9 | Wahlvorschläge | Wahlvorschläge       | SPD  | CDU  | BG b | GN+ | GRÜNE | FDP | Linke | NPD | REP | Sitzverteilung |
| Sitzverteilung in der Stadtverordnetenversammlung 2021Insgesamt 37 Sitze - SPD: 8 - Grüne: 7 - BG: 6 - GN+: 3 - FDP: 4 - CDU: 9 | 2021           | Stimmanteil a        | 22,7 | 24,9 | 16,5 | 7,0 | 19,1  | 9,9 | –     | –   | –   | Die zur Anzeige dieser Grafik verwendete Erweiterung wurde dauerhaft deaktiviert. Wir arbeiten aktuell daran, diese und weitere betroffene Grafiken auf ein neues Format umzustellen. (Mehr dazu) |
| Sitzverteilung in der Stadtverordnetenversammlung 2021Insgesamt 37 Sitze - SPD: 8 - Grüne: 7 - BG: 6 - GN+: 3 - FDP: 4 - CDU: 9 |                | Sitze (insgesamt 37) | 8    | 9    | 6    | 3   | 7     | 4   | –     | –   | –   | Die zur Anzeige dieser Grafik verwendete Erweiterung wurde dauerhaft deaktiviert. Wir arbeiten aktuell daran, diese und weitere betroffene Grafiken auf ein neues Format umzustellen. (Mehr dazu) |
| Sitzverteilung in der Stadtverordnetenversammlung 2021Insgesamt 37 Sitze - SPD: 8 - Grüne: 7 - BG: 6 - GN+: 3 - FDP: 4 - CDU: 9 | 2016           | Stimmanteil a        | 45,9 | 22,8 | 15,7 | –   | 7,9   | 7,7 | –     | –   | –   | Die zur Anzeige dieser Grafik verwendete Erweiterung wurde dauerhaft deaktiviert. Wir arbeiten aktuell daran, diese und weitere betroffene Grafiken auf ein neues Format umzustellen. (Mehr dazu) |
| Sitzverteilung in der Stadtverordnetenversammlung 2021Insgesamt 37 Sitze - SPD: 8 - Grüne: 7 - BG: 6 - GN+: 3 - FDP: 4 - CDU: 9 |                | Sitze (insgesamt 37) | 17   | 8    | 6    | –   | 3     | 3   | –     | –   | –   | Die zur Anzeige dieser Grafik verwendete Erweiterung wurde dauerhaft deaktiviert. Wir arbeiten aktuell daran, diese und weitere betroffene Grafiken auf ein neues Format umzustellen. (Mehr dazu) |
| Sitzverteilung in der Stadtverordnetenversammlung 2021Insgesamt 37 Sitze - SPD: 8 - Grüne: 7 - BG: 6 - GN+: 3 - FDP: 4 - CDU: 9 | 2011           | Stimmanteil a        | 42,8 | 28,8 | 7,7  | –   | 12,1  | 4,2 | 3,5   | 0,9 | –   | Die zur Anzeige dieser Grafik verwendete Erweiterung wurde dauerhaft deaktiviert. Wir arbeiten aktuell daran, diese und weitere betroffene Grafiken auf ein neues Format umzustellen. (Mehr dazu) |
| Sitzverteilung in der Stadtverordnetenversammlung 2021Insgesamt 37 Sitze - SPD: 8 - Grüne: 7 - BG: 6 - GN+: 3 - FDP: 4 - CDU: 9 |                | Sitze (insgesamt 37) | 16   | 11   | 3    | –   | 4     | 2   | 1     | –   | –   | Die zur Anzeige dieser Grafik verwendete Erweiterung wurde dauerhaft deaktiviert. Wir arbeiten aktuell daran, diese und weitere betroffene Grafiken auf ein neues Format umzustellen. (Mehr dazu) |
| Sitzverteilung in der Stadtverordnetenversammlung 2021Insgesamt 37 Sitze - SPD: 8 - Grüne: 7 - BG: 6 - GN+: 3 - FDP: 4 - CDU: 9 | 2006           | Stimmanteil a        | 33,2 | 41,5 | 14,1 | –   | –     | 6,1 | 5,0   | –   | –   | Die zur Anzeige dieser Grafik verwendete Erweiterung wurde dauerhaft deaktiviert. Wir arbeiten aktuell daran, diese und weitere betroffene Grafiken auf ein neues Format umzustellen. (Mehr dazu) |
| Sitzverteilung in der Stadtverordnetenversammlung 2021Insgesamt 37 Sitze - SPD: 8 - Grüne: 7 - BG: 6 - GN+: 3 - FDP: 4 - CDU: 9 |                | Sitze (insgesamt 37) | 12   | 16   | 5    | –   | –     | 2   | 2     | –   | –   | Die zur Anzeige dieser Grafik verwendete Erweiterung wurde dauerhaft deaktiviert. Wir arbeiten aktuell daran, diese und weitere betroffene Grafiken auf ein neues Format umzustellen. (Mehr dazu) |
| Sitzverteilung in der Stadtverordnetenversammlung 2021Insgesamt 37 Sitze - SPD: 8 - Grüne: 7 - BG: 6 - GN+: 3 - FDP: 4 - CDU: 9 | 2001 g         | Stimmanteil a        | 29,7 | 44,6 | 12,6 | –   | 6,6   | 2,7 | –     | –   | 2,6 | Die zur Anzeige dieser Grafik verwendete Erweiterung wurde dauerhaft deaktiviert. Wir arbeiten aktuell daran, diese und weitere betroffene Grafiken auf ein neues Format umzustellen. (Mehr dazu) |
| Sitzverteilung in der Stadtverordnetenversammlung 2021Insgesamt 37 Sitze - SPD: 8 - Grüne: 7 - BG: 6 - GN+: 3 - FDP: 4 - CDU: 9 |                | Sitze (insgesamt 37) | 11   | 17   | 5    | –   | 2     | 1   | –     | –   | 1   | Die zur Anzeige dieser Grafik verwendete Erweiterung wurde dauerhaft deaktiviert. Wir arbeiten aktuell daran, diese und weitere betroffene Grafiken auf ein neues Format umzustellen. (Mehr dazu) |
| Sitzverteilung in der Stadtverordnetenversammlung 2021Insgesamt 37 Sitze - SPD: 8 - Grüne: 7 - BG: 6 - GN+: 3 - FDP: 4 - CDU: 9 | 1997           | Stimmanteil a        | 25,1 | 47,9 | 11,9 | –   | 8,0   | –   | –     | 0,6 | 6,4 | Die zur Anzeige dieser Grafik verwendete Erweiterung wurde dauerhaft deaktiviert. Wir arbeiten aktuell daran, diese und weitere betroffene Grafiken auf ein neues Format umzustellen. (Mehr dazu) |
| Sitzverteilung in der Stadtverordnetenversammlung 2021Insgesamt 37 Sitze - SPD: 8 - Grüne: 7 - BG: 6 - GN+: 3 - FDP: 4 - CDU: 9 |                | Sitze (insgesamt 37) | 9    | 18   | 5    | –   | 3     | –   | –     | –   | 2   | Die zur Anzeige dieser Grafik verwendete Erweiterung wurde dauerhaft deaktiviert. Wir arbeiten aktuell daran, diese und weitere betroffene Grafiken auf ein neues Format umzustellen. (Mehr dazu) |

### Bürgermeister

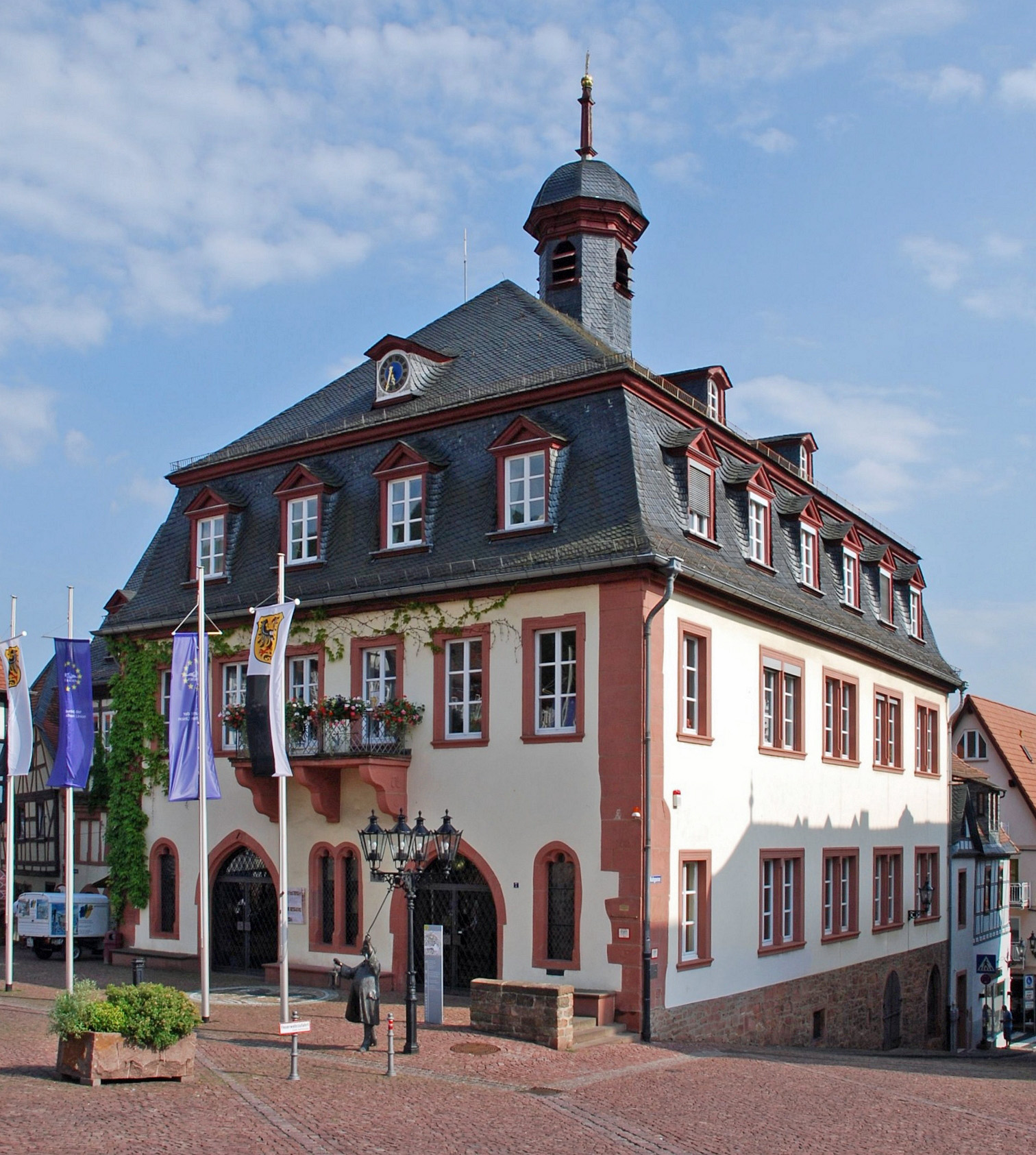
Rathaus Gelnhausen

Nach der hessischen Kommunalverfassung wird der Bürgermeister für eine sechsjährige Amtszeit gewählt, seit dem Jahr 1993 in einer Direktwahl, und ist Vorsitzender des Magistrats, dem in der Stadt Gelnhausen neben dem Bürgermeister ehrenamtlich ein Erster Stadtrat und zwölf weitere Stadträte angehören. Bürgermeister ist seit dem 16. November 2023 Christian Litzinger (CDU). Er wurde am 4. Juni 2023 in einer Stichwahl, die Amtsinhaber Daniel Christian Glöckner (FDP) verfehlte, bei 46,1 Prozent Wahlbeteiligung mit 55,0 Prozent der Stimmen gewählt.
Amtszeiten der Bürgermeister
- 2023–2029 Christian Litzinger (CDU)[42]
- 2017–2023 Daniel Christian Glöckner (FDP)[43]
- 2007–2017 Thorsten Stolz (SPD)
- 1977–2007 Jürgen Michaelis (CDU) (1942–2023)[46]

Nach 1814 wurde Johann Heinrich Cassebeer mehrmals ehrenamtlicher Bürgermeister Gelnhausens. Ab 1835 wurde die Stadt von einem hauptamtlichen Bürgermeister verwaltet.

### Ortsbezirke
Folgende Ortsbezirke mit Ortsbeirat und Ortsvorsteher nach der Hessischen Gemeindeordnung gibt es im Gemeindegebiet Gelnhausen
- Gelnhausen-Mitte: Der Ortsbeirat besteht aus neun Mitgliedern. (2 SPD, 2 CDU, 2 Grüne, 1 FDP, 1 BG, 1GN+); Ortsvorsteherin ist Victoria Schmidt (Grüne)[50].
- Gelnhausen-Roth: Der Ortsbeirat besteht aus sieben Mitgliedern (2 SPD, 2 BG, 1CDU, 1 FDP, 1 Grüne); Ortsvorsteher ist: Ottmar Schüll (SPD).
- Gelnhausen-Haitz: Der Ortsbeirat besteht aus fünf Mitgliedern (3 SPD, 2 CDU); Ortsvorsteher ist: Jörg Hanselmann (SPD).
- Gelnhausen-Höchst: Der Ortsbeirat besteht aus sieben Mitgliedern. (3 CDU, 3 SPD, 1 FDP); Ortsvorsteher ist: Christian Litzinger (CDU).
- Gelnhausen-Hailer: Der Ortsbeirat besteht aus neun Mitgliedern. (3 SPD, 2 BG, 2CDU, 1 FDP, 1 Grüne); Ortsvorsteher ist: Daniel Dietrich (SPD).
- Gelnhausen-Meerholz: Der Ortsbeirat besteht aus neun Mitgliedern. (4 SPD, 3 BG, 2 CDU); Ortsvorsteher ist: Hans-Joachim Zahn (BG).

### Ausländerbeirat
Der Ausländerbeirat besteht aus 9 Mitgliedern.

### Wappen
Die älteste bekannte Version des Wappens ist aus dem 15. Jahrhundert. Es zeigt den Schild, der sich in der Mitte des heutigen Wappens befindet. Der Adler tauchte um 1248 auf. Das damalige Wappen zeigte den Reichsadler in einem Stadttor. Auf dem Tor befanden sich der Kaiser und seine Frau. In späterer Zeit tauchte dieser Adler auf allen Siegeln auf – mal unter einem Stadttor, mal alleine. Im 16. Jahrhundert wurde das Wappen um einen kleinen Brustschild ergänzt, der ein Abbild des Originalwappens aus dem 15. Jahrhundert ist. Im 18. und 19. Jahrhundert variierte das Thema vielfältig: ein Adler mit Schild (sowohl ein- als auch zweiköpfig), der Adler ohne Schild oder auch nur der Schild.
Die aktuelle Version des Wappens stammt aus dem Jahr 1964 und basiert auf einem Wappen aus dem 16. Jahrhundert.

### Städtepartnerschaften
- Clamecy, Frankreich, seit 1962
- Marling, Italien, seit 1977

## Kultur

### Bildung

#### Schulen
In Gelnhausen befinden sich folgende Schulen:
- Freie Montessori Schule,
- Freiraumschule, eine Grundschule und seit 2023 auch integrierte Gesamtschule in freier Trägerschaft[51].
- Die Philipp-Reis-Schule (Gelnhausen-Mitte). Es ist eine 4-zügige Grund- und eine 2-zügige Hauptschule,
- Die Kreisrealschule Gelnhausen (Gelnhausen-Mitte) mit einer Schülerzahl von 940 und ganztägigen Angeboten,
- Das Grimmelshausen-Gymnasium (Gelnhausen-Mitte), das bis zum gymnasialen Abschluss mit Hochschulreife hinführt,
- Die Beruflichen Schulen Gelnhausen (Gelnhausen-Mitte) mit den Optionen: Berufliches Gymnasium, Fachoberschule, Berufsfachschule, Höhere Berufsfachschule, Fachschule für Sozialwesen, Fachschule für Kunststofftechnik, Werkstatt für Behinderte und Berufsschule,

#### Andere Bildungseinrichtungen
Darüber hinaus befindet sich in Gelnhausen folgende Erwachsenenbildungseinrichtung mit überregionaler Bedeutung:
- Das Burckhardthaus, Fortbildungsinstitut der Evangelischen Kirche in Deutschland, angeschlossen auch das Weiterbildungszentrum für Führung und Leitung; Träger: Evangelisches Institut für Jugend-, Kultur- und Sozialarbeit e. V.

## Sehenswürdigkeiten

### Museen

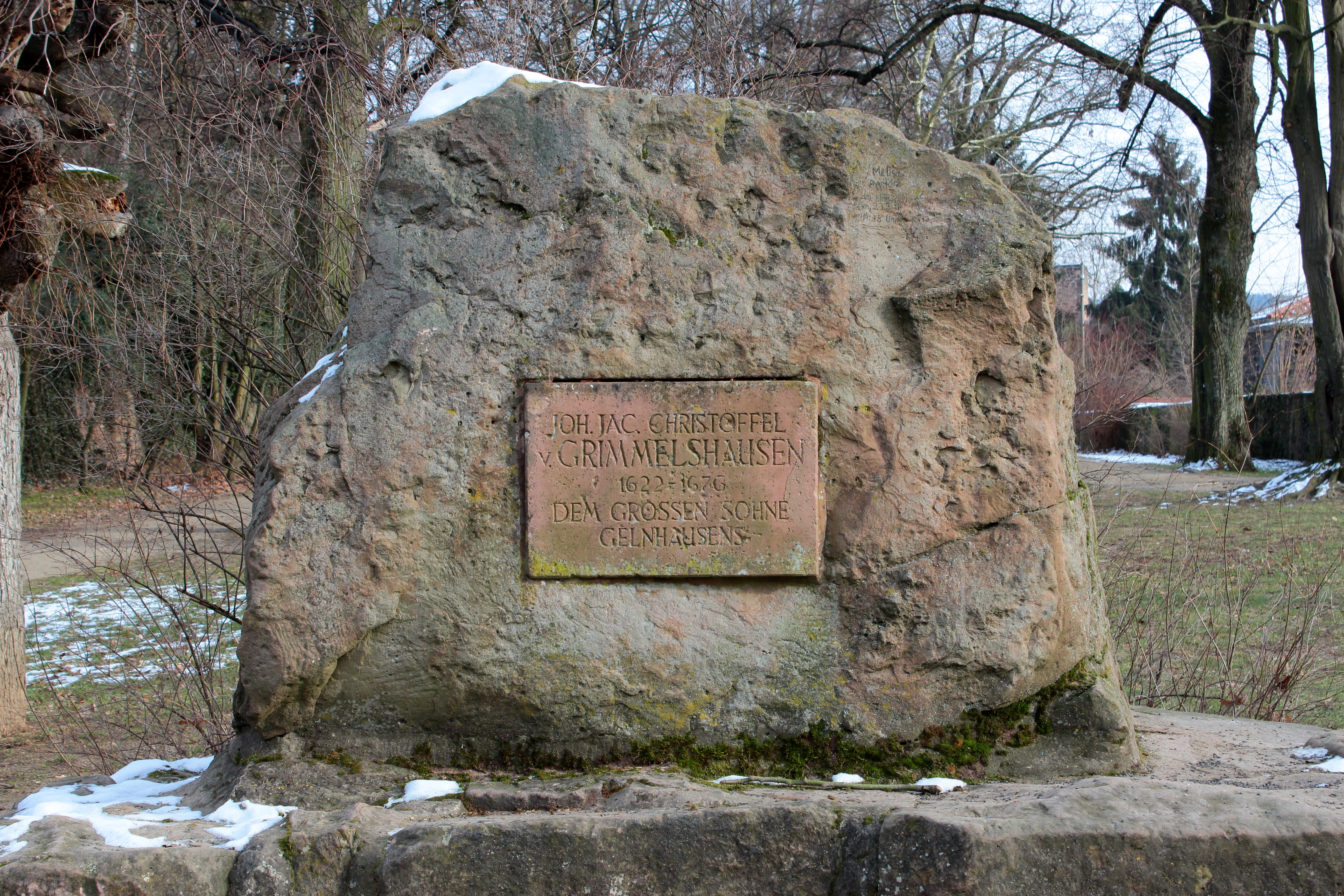
Grimmelshausen-Denkmal in Gelnhausen

#### Heimatmuseum
Das Gebäude der früheren Augusta-Schule auf der Nordseite des Obermarktes beherbergt das Heimatmuseum. Es wurde 2016 vollständig renoviert und zum Erlebnismuseum umstrukturiert. Personen der Stadtgeschichte wie Stadtgründer Kaiser Friedrich Barbarossa, Barockschriftsteller Grimmelshausen und Telefonerfinder Philipp Reis werden vorgestellt. Mitmach-Elemente, wie eine „Riechorgel“, historische Kleidung inklusive Ritterrüstung zum Anprobieren und ein Mitmach-Rucksack sollen das neue Museum zum Erlebnismuseum unter dem Motto „Anschauen, anfassen, spielen, riechen – Geschichte mit allen Sinnen entdecken“ machen. Für Kinder bietet das Museum eine eigene Textebene auf deren Augenhöhe. Im Museum befindet sich auch das begehbare Ohr, das sonntags um 14 Uhr zugänglich ist.

### Ehemalige Museen

#### Turmuhrenmuseum
Das Museum wurde von Orgelbaumeister Bernhard Schmidt privat aufgebaut und betrieben. Es umfasste 35 Turmuhrwerke aus den Jahren 1520 bis 1996 und weitere Einzelteile und Zubehör. Nach dem Tod Schmidts wurde die Sammlung von den Erben aufgelöst.

#### Flugzeugmuseum
Bis 2013 gab es das privat betriebene „Museum für Flugzeugtechnik und Geschichte Friedhelm Wagner“ im Stadtteil Hailer. In sieben Räumen wurden auf einer Fläche von über 200 Quadratmetern mehr als 3.200 Exponate aus dem Bereich Luftfahrt gezeigt. Neben Motoren, Aggregaten, Instrumenten und Bordzubehör waren Originalunterlagen zu sehen. Der Luftfahrt im Kinzigtal war hierbei ein besonderes Augenmerk gewidmet.

### Bauwerke

#### Kaiserpfalz

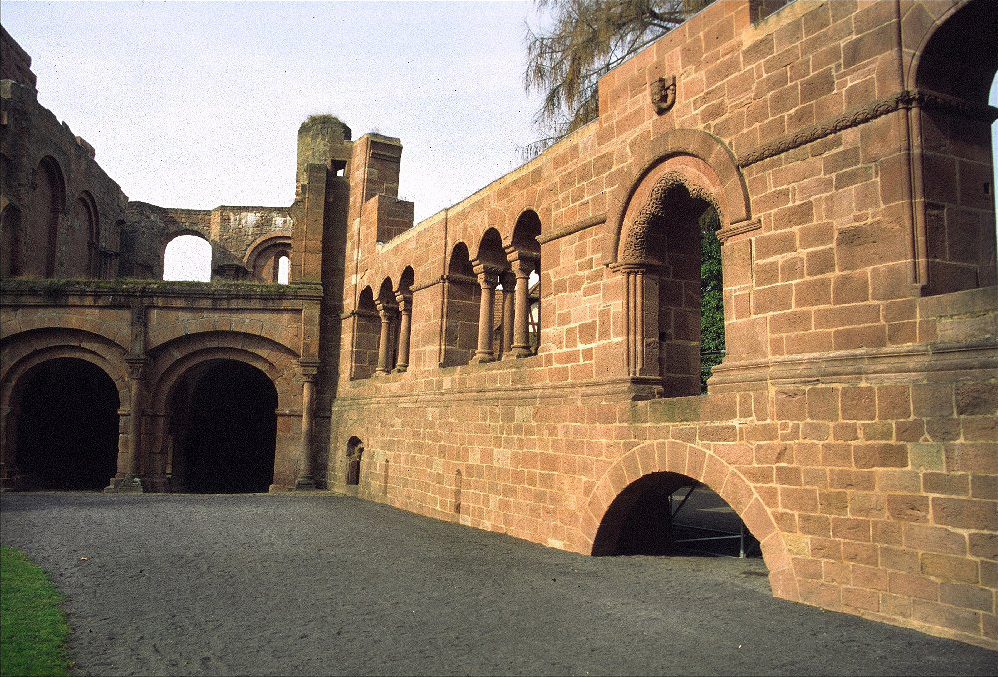
Kaiserpfalz

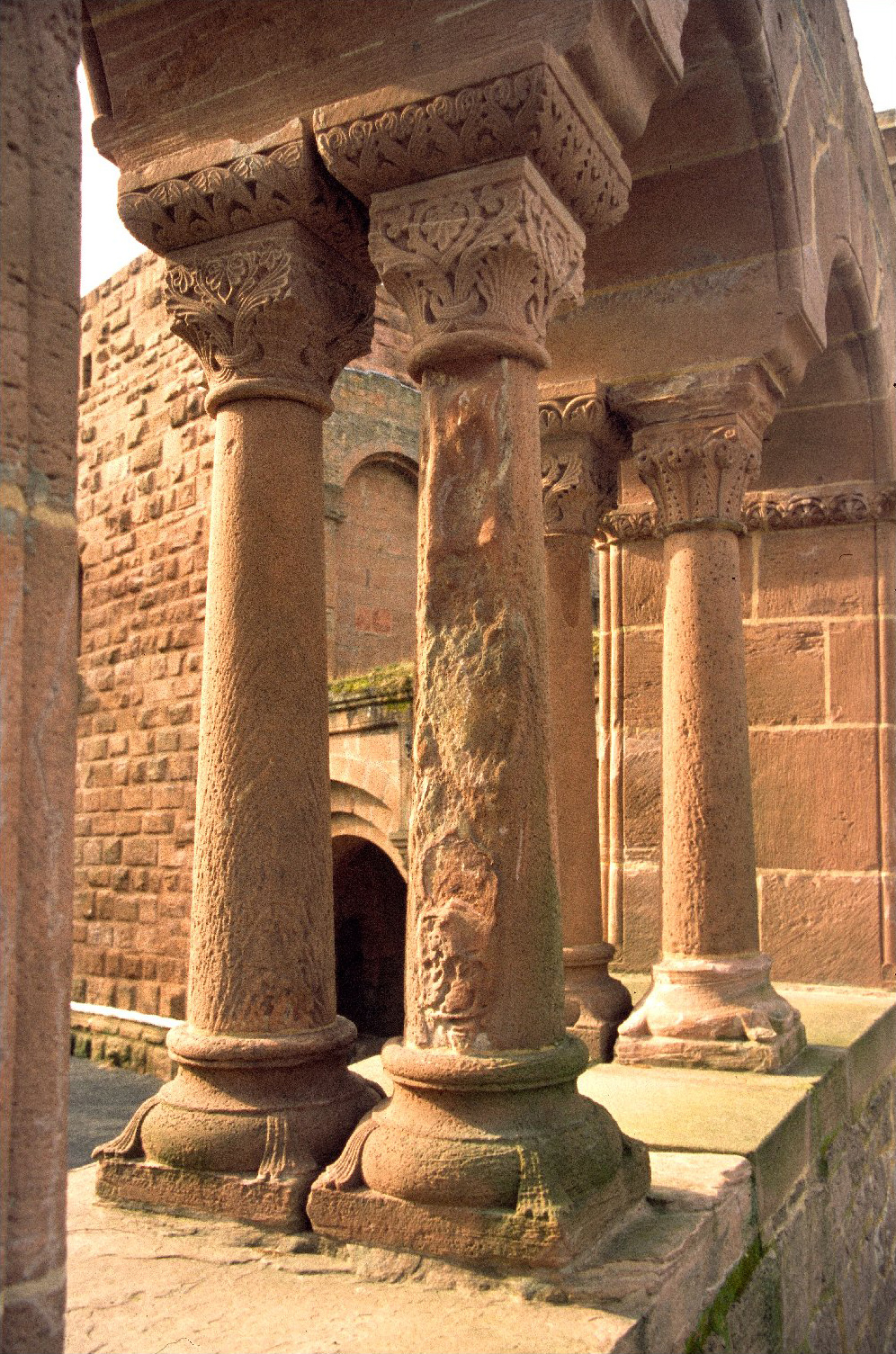
Kaiserpfalz Säulengruppe

Die Kaiserpfalz (auch „Barbarossaburg“ genannt) wurde gleich nach der Stadtgründung, um 1170 südöstlich von Gelnhausen auf einer Kinziginsel – wahrscheinlich auf dem Platz der früheren Burg der Reginbodonen – gebaut. Sie war einer der kleineren Pfalzbauten Barbarossas. Zusätzlich zu ihrer Funktion als Pfalz des deutschen Königs diente sie auch als Verwaltungssitz für das um den Pfalzbau liegende Königsgut. Um ihre Funktion zu unterstreichen, wurde sie in deutlich sichtbarem Abstand zum eigentlichen Stadtgebiet gebaut. Dies führte zu dem Effekt, dass bis zum Jahr 1895 die Gebäudeansammlung um die Burg herum eine eigenständige Gemeinde „Burg“ bildete.
Die Pfalz war zehn Jahre nach Stadtgründung Schauplatz eines wichtigen Reichstags: Heinrich dem Löwen, Herzog von Sachsen und Bayern, wurde auf diesem Reichstag 1180 in Abwesenheit der Prozess gemacht, und seine Länder wurden neu vergeben.
1186 wurde hier das Gelnhauser Privileg ausgestellt.
Es handelt sich bei der Kaiserpfalz um die besterhaltene Pfalz der Stauferzeit. Ihre Steinmetzarbeiten sind herausragend für die damalige Zeit. Als Fundament für ihren Bau dienten etwa 12.000 Baumstämme.
Aufgrund der baulichen Expansion der Stadt liegt die Kaiserpfalz nun mitten im Ortskern. Heute ist sie eine der bedeutendsten Sehenswürdigkeiten von Gelnhausen.

#### Romanisches Haus
Das besonders an der Schauseite mit staufischen Bauelementen reich verzierte Gebäude am Untermarkt war im Mittelalter Sitz des kaiserlichen Vogts und des kaiserlichen Gerichts der Reichsstadt, dann wohl auch von Bürgermeister und Rat, bis diese in das Rathaus am Obermarkt, ein ehemaliges Handelshaus, umzogen. Das Romanische Haus ist heute im Besitz der evangelischen Kirchengemeinde, das mittelalterliche Rathaus am Obermarkt noch heute in dieser Nutzung.

#### Hexenturm

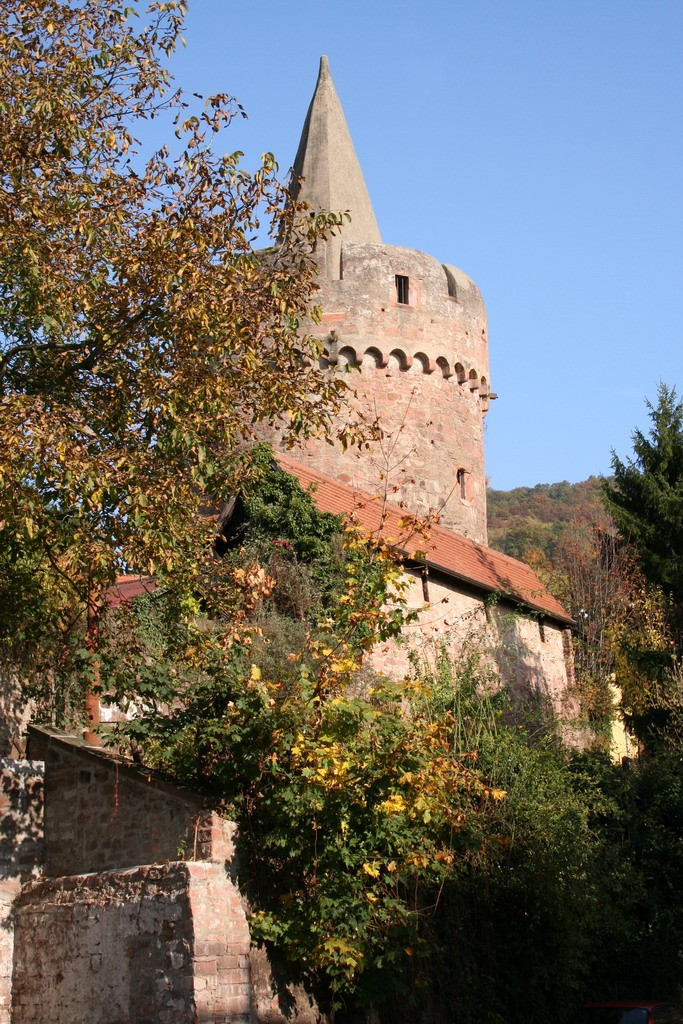
Hexenturm in Gelnhausen

Der Hexenturm ist ein original erhaltener Geschützturm aus der Mitte des 15. Jahrhunderts.
Erbaut wurde er zwischen 1447 und 1478 während der Hussitenkriege, um die Stadt gegen Angriffe der Taboriten (einer radikalen Gruppe von Hussiten) zu schützen. Deren Bewaffnung umfasste nämlich auch kleinere Belagerungsgeschütze. Da diese auf Wagen des Trosses fest montiert waren, stellten sie eine in dieser Form unbekannte Gefahr dar. Der mit 24 Metern Gesamthöhe und 9 Metern Durchmesser für seine Zeit recht beachtliche Rundturm war eine Reaktion auf diese technische Neuentwicklung.
Der Bau wurde an die bestehende Stadtmauer angelehnt. Seine Position wurde so gewählt, dass die Brücke zwischen Gelnhausen und der Gemeinde Burg von ihm aus geschützt werden konnte.
In der ersten Zeit seines Bestehens wurde der Turm Fratzenstein genannt. Den Namen Hexenturm erhielt er, weil während der Hexenverfolgungen vermeintliche Hexen dort eingekerkert wurden. In den Jahren 1584 bis 1633 wurden in Gelnhausen mindestens 54 Personen, überwiegend Frauen, wegen angeblicher Hexerei angeklagt, gefoltert und hingerichtet. Eine von ihnen war Elisabeth Strupp, die Ehefrau des Gelnhäuser Pfarrers Johannes Strupp, die 1599 hier hingerichtet wurde.
Nach der Renovierung des Turms wurde im April 1986 im Garten des früheren Befestigungsturmes eine Gedenktafel mit 31 Namen von Opfern dieses Verfolgungswahns sowie die Plastik der Künstlerin Eva-Gesine Wegner „Die Rufende“ installiert. Im Obergeschoss des Gebäudes befindet sich eine Ausstellung zur Geschichte der Hexenverfolgung.

#### Inneres und äußeres Holztor

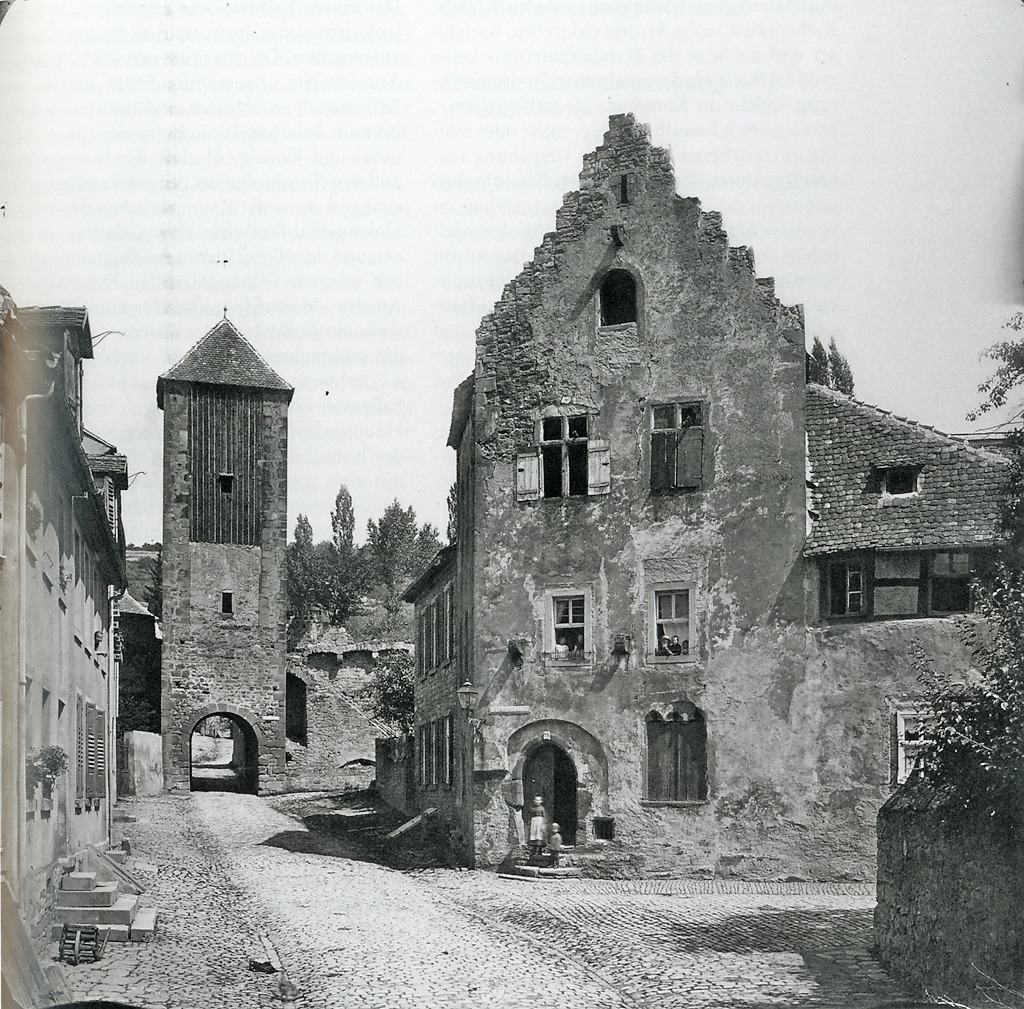
Das Johanniterhaus und das Innere Holztor um das Jahr 1900
(Fotografie: Albrecht Meydenbauer)

Die erste steinerne Stadtmauer um Gelnhausen stammt aus dem Jahr 1220. Zusätzlich wurde die Stadt mit Schalentürmen gesichert, die einen quadratischen Grundriss hatten. Die von der Stadt abgewandte Seite wurde aus Stein errichtet, die der Stadt zugewandten Seiten wurden aus Kostengründen nur mit Holzschalen geschlossen. Die Türme sind an der von der Stadt abgewandten Seite rund gestaltet, damit Kanonenschüsse ihnen nicht so viel anhaben konnten.
„Der Name ‚Holztor‘ begründet sich mit der Lage am Ausgang der Stadt zum Büdinger Wald. Der Büdinger Wald diente dem Holzeinschlag der Bürger von Gelnhausen. Von hier aus brachte man das früher so unentbehrliche Holz in die Stadt. […] Das innere Holztor beschützte die Stadt nach Norden. Es war durch ein Fallgitter gesichert und in die Stadtmauer integriert. Das äußere Holztor wurde dem inneren Holztor vorgelagert. Es ist eigentlich ein Wachhaus ohne Turm, das ebenfalls mit einem Fallgitter gesichert war.“

#### Evangelische Marienkirche

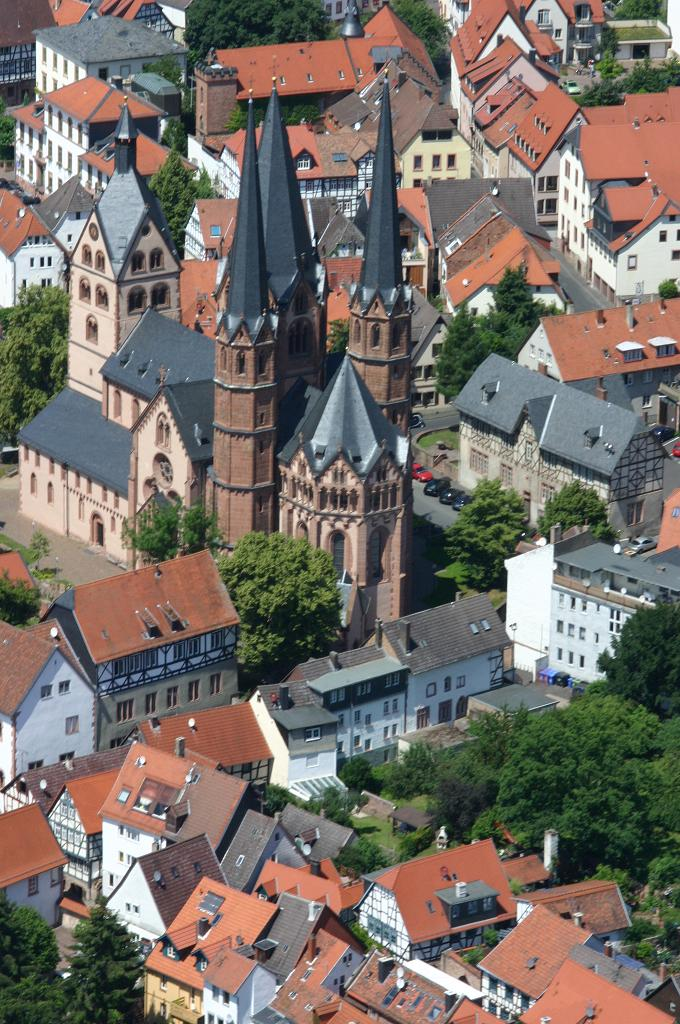
Marienkirche aus der Luft

Die Marienkirche in Gelnhausen ist die ehemalige Kirche des Prämonstratenserstifts Langenselbold. Sie stammt vermutlich aus dem späten 12. Jahrhundert und wurde 1223 das erste Mal urkundlich in einem Schutzbrief des Papstes Honorius III. für das Kloster Selbold erwähnt. In dieser Urkunde, die 1238 durch eine weitere bekräftigt wurde, sicherte der Papst den Chorherren des Klosters Selbold die Patronatsrechte über die Marienkirche zu. Diese Entscheidung hatte entsprechende Auswirkungen auf den Bau der Peterskirche.
Die Marienkirche verblieb bis zur Auflösung des Klosters im Jahre 1543 in dessen Besitz. Zu diesem Zeitpunkt wurde die Kirche laut einem Vertrag mit der Stadt Gelnhausen lutherisch. Dieser friedliche Vorgang und der spätere Widerstand der Stadt gegen die Einführung der reformierten Konfession in Gelnhausen hatte deutliche Auswirkungen auf die Marienkirche. Der Bildersturm blieb aus und das Innere der Kirche (insbesondere die Altäre und der mittelalterliche Lettner) blieb im Wesentlichen erhalten.
Die verschiedenen Bauabschnitte der Kirche sind in ihrem Äußeren und Inneren teilweise recht deutlich sichtbar. Der wohl auf das Jahr 1120 zurückgehende einschiffige Ursprungsbau (erhalten ist das Westportal) wird in staufischer Zeit zu einer dreischiffigen Basilika ausgebaut. Das Langhaus der Kirche und der Westturm sind im romanischen Stil erbaut. Die ursprünglich auch romanischen Seitenschiffe wurden allerdings um gotische Elemente erweitert. So wurden zum Beispiel die ursprünglichen Fenster zugemauert und durch darüber angebrachte gotische Fenster ersetzt. Nach Osten fortschreitend gehört der Bau der Frühgotik an.
Die ersten größeren Restaurierungsarbeiten gab es ab 1877. Diese dienten vor allem der Erhaltung des südlichen Turms. Ab 1945 wurden die Kriegsschäden nach und nach repariert. Seit etwa 1962 wurde die Kirche in mehreren Etappen restauriert. Hierbei wurden viele der Arbeiten aus dem 19. Jahrhundert wieder rückgängig gemacht oder in ihrer Form entschärft. Zum Beispiel wurde die im 19. Jahrhundert eingebaute Kanzel wieder durch die hölzerne Kanzel aus der Renaissance-Zeit ersetzt. Für den weiteren Erhalt der Kirche wird eine Stiftung ins Leben gerufen. Als erstes Ergebnis von deren Arbeit kam es bereits im Jahr 2000 zu Renovierungsarbeiten an den fünf mittelalterlichen Chorfenstern.
Der markante Chor der Marienkirche, aber ebenso die Vierungstürme standen Pate für die Architektur der Kaiser-Wilhelm-Gedächtniskirche in Berlin und mehr noch für die „… im 1:10 Format der Gedächtniskirche im Jahr 1903 nachgebildeten Kirche in Benzingerode im Harz“.

#### Römisch-katholische Kirche St. Peter

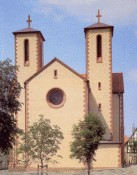
St. Peter

Der Ursprung von St. Peter liegt im frühen 13. Jahrhundert. Nach der Reformation wurde sie als Kirche aufgegeben und anderweitig – zeitweise sogar als Zigarrenfabrik – genutzt. 1920 kaufte die römisch-katholische Kirchengemeinde das Gebäude und ließ es wieder für gottesdienstliche Zwecke herrichten.
Die Peterskirche ist ein Kulturdenkmal nach dem Hessischen Denkmalschutzgesetz.

#### Ehemalige Synagoge

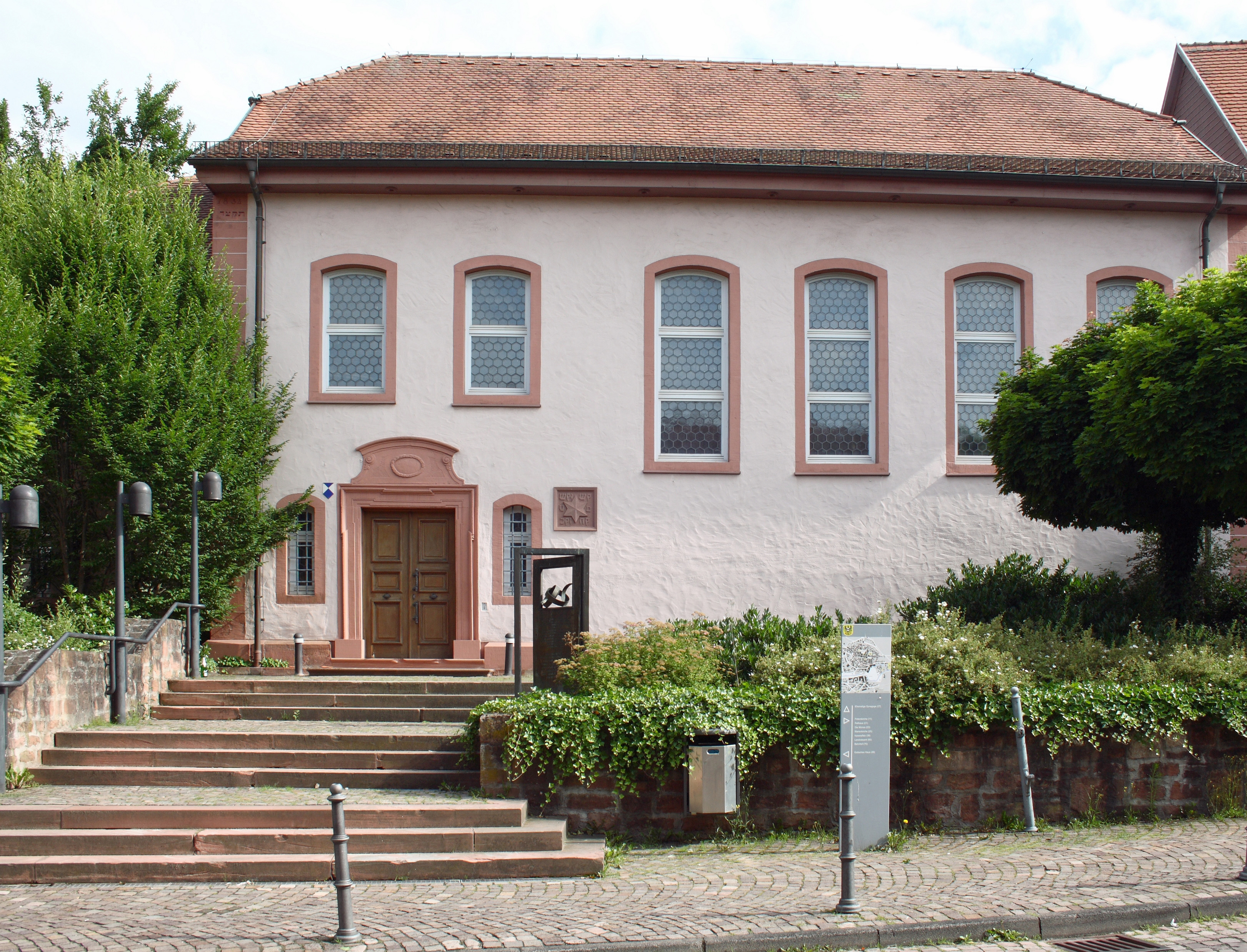
Ehemalige Synagoge Gelnhausen

Die Ehemalige Synagoge Gelnhausen geht auf das Jahr 1656 zurück und überstand die Novemberpogrome 1938, weil die jüdische Gemeinde von Gelnhausen sich unter dem politischen Druck und Terror der Nationalsozialisten bereits aufgelöst hatte. Die einstige Synagoge weist noch einen barocken Toraschrein auf und ist seit 1986 ein Ort kultureller Begegnung in Gelnhausen. Nicht mehr vorhanden sind die Mikwe und die ehemalige Schule.

#### Jüdischer Friedhof
Unterhalb des Schifftores nahe der Kinzig befindet sich der Jüdische Friedhof Gelnhausen. Er wurde im ausgehenden Mittelalter oder der frühen Neuzeit angelegt und bis 1938 genutzt. 876 vorhandene Grabsteine belegen Beerdigungen aus der Zeit von 1617 bis 1938. Anfang des 17. Jahrhunderts ist der Friedhof wahrscheinlich aufgeschüttet worden. Unter dem heutigen Niveau sind daher „möglicherweise auch ältere Gräber aus dem Mittelalter“.

#### Herzbachkaserne
Die Herzbachkaserne liegt im Herzbachtal, am westlichen Stadtrand, „knapp außerhalb der durch den Versailler Vertrag, nach dem Ersten Weltkrieg festgelegten Verbotszone“. Sie wurde ab 1935 gebaut und bereits am 6. Oktober 1936 mit Truppen belegt. Die Anlage zeichnet sich durch ein ungewöhnliches Design aus.
Sechs dreigeschossigen Gebäude: Ein Verwaltungsgebäude mit Offizierskasino und fünf Mannschaftshäuser liegen eingeschmiegt in die topografischen Gegebenheiten des Herzbachtals, vorgelagert entstand ein Weiher, als Löschweiher konzipiert. Die Architektur der Gebäude wurde angelehnt an die mittelalterliche Altstadt von Gelnhausen. Auffallend ist der äußere Schmuck der Gebäude. Runde Treppenvorbauten sind jeweils mit großen Sandsteinreliefs geschmückt, von namhaften Künstlern des dritten Reiches erschaffen, stellen sie Kriegsszenen aus verschiedenen Epochen der Geschichte, im Stil der Zeit dar. Die im Krieg unversehrt gebliebene Anlage wurde durch die US-Armee besetzt und zur Coleman-Kaserne ausgebaut. Nach dem Ende des Kalten Krieges und dem Abzug der Amerikaner konnte sie einer zivilen Nutzung durch Behörden, Industrieunternehmen, Ärzte und Unternehmen zugeführt werden. Die „Sachgesamtheit Herzbachkaserne“ mit den Grünanlagen wurde unter Denkmalschutz nach dem Hessischen Denkmalschutzgesetz gestellt.

#### Buttenturm
Der 1328 am westlichen Stadtrand erbaute Signal- und Beobachtungsturm gehörte zum äußeren Befestigungsring der Stadt. Er hatte Sichtkontakt zu dem in Richtung Roth stehenden Wartturm. Ursprünglich hieß er „Hoher Turm“. Die Form seines Grundrisses, die an eine Weinbutte erinnert, gab ihm später den Namen Buttenturm.
Nachdem seine Rolle für die Verteidigung der Stadt entfallen war, wurde ein zweiter Zugang von der ehemals äußeren Seite her geschaffen. „Bis 1936 befand sich der Turm sogar einige Jahrzehnte in Privatbesitz und wurde als Teestube“ genutzt.

#### Wartturm
Der Wartturm liegt im Gelnhäuser Stadtwald zwischen Gelnhausen und Roth. Er wurde vermutlich im 13. Jahrhundert auf einer vorgeschobenen Bergkuppe (Neuer Berg, früher: Weinberg), als Teil der mittelalterlichen Stadtsicherung Gelnhausens errichtet. Er war ein Beobachtungs- und Signalturm oberhalb der alten Handelsstraße Frankfurt-Leipzig, ein vorgeschobener Beobachtungspunkt für das Kinzigtal, vor dem Röthertor, in Blickkontakt zum Buttenturm. So konnte man die Stadt warnen, wenn Gefahr vom Westen her drohte. „Noch um 1900 scheint man von hier eine gute Aussicht gehabt zu haben, denn der Wartturm war ein beliebtes Ausflugsziel der Gelnhäuser. Inzwischen hat die Natur das Gebiet zurückerobert und der Turm wird von den ihn umgebenden Buchen überragt“. Nach dem Krieg, über Jahrzehnte hinweg nicht zugänglich und nicht genutzt verfiel er. 2023 wurde der Turm restauriert und wieder für die Öffentlichkeit zugänglich gemacht. 39 Stufen führen zum Balkon auf dem Gipfel des Turmes.

### Trivia

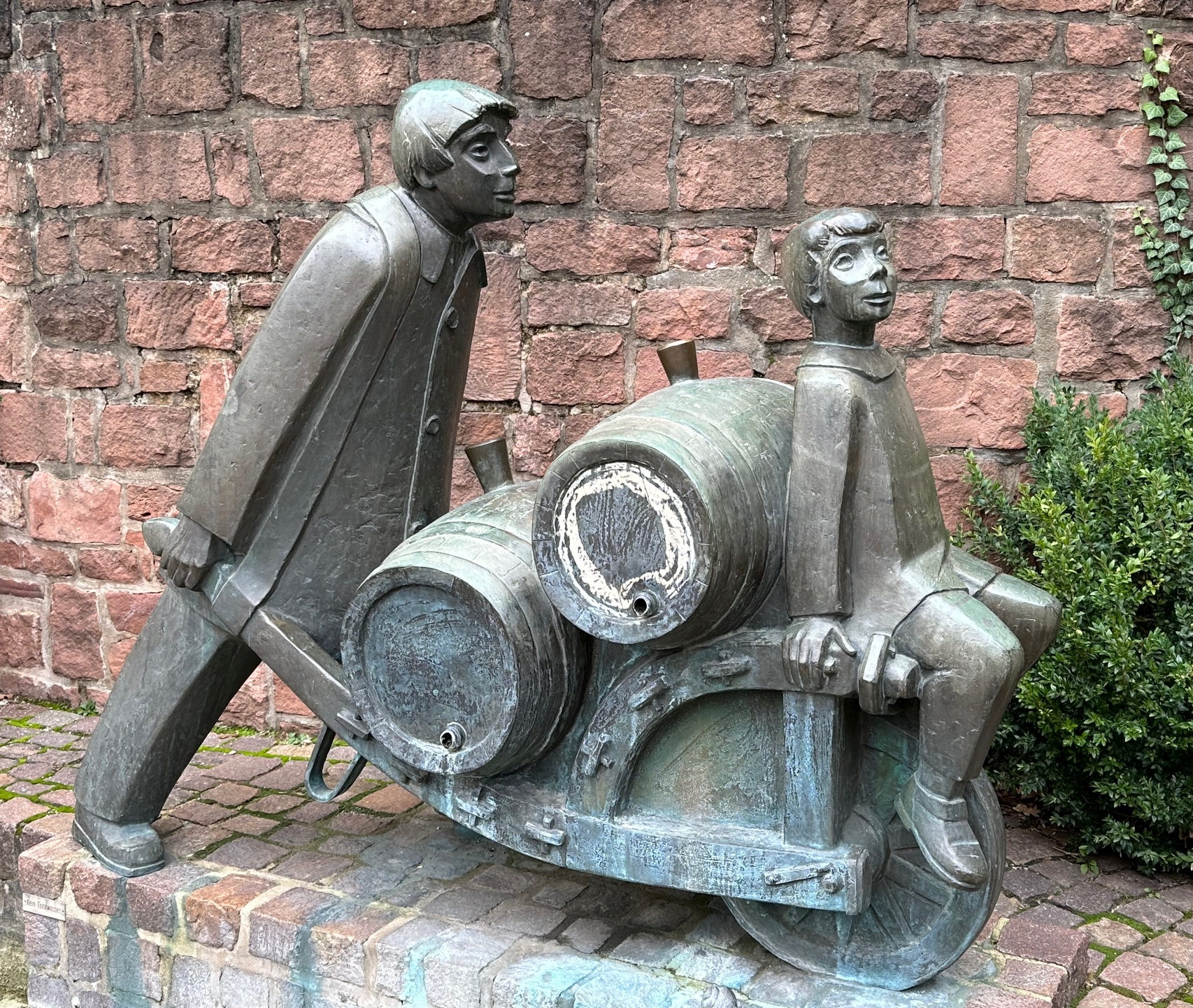
Hans Prasch: Schubkärrnschercher mit seinem Sohn

Die örtliche Nähe und damit auch gegenseitige Abhängigkeit von Gelnhausen und Altenhaßlau führte historisch manchmal zu Reibereien und gegenseitigen Neckereien der Nachbarn. Zu einem Symbol ist die Bezeichnung der Gelnhäuser durch die Altenhaßlauer als „Schubkärnschercher“ geworden, „weil sie seit Jahrzehnten Sand zum Bauen aus Altenhaßlau mit Schubkarren holten“. Die Gelnhäuser nehmen es gelassen, nennen die Altenhaßlauer Sandbesitzer ihrerseits als „Sandhasen“ und übernahmen das Motiv des Schubkärnscherchers für selbstironische Karikatur-Serien. Eine bronzene Plastik des Motivs aus der Werkstatt des Bad Orber Künstlers Hans Prasch steht vor dem Museum am Obermarkt. Der dort von einem Vater geschobene Schubkarren ist aber nicht mit Sand, sondern mit lecken Weinfässern und seinem sich schlagfertig mit dem Vater unterhaltenden Buben beladen.

### Freizeit, Sport und Tourismus

#### Radsport
Durch Gelnhausen führen die folgenden Radwanderwege:
- Der BahnRadweg Hessen führt auf ehemaligen Bahntrassen ca. 250 km durch den Vogelsberg und die Rhön.
- Der Hessische Radfernweg R3 führt als Rhein-Main-Kinzig-Radweg von Rüdesheim nach Tann in der Rhön.
- Die Mittelalter-Radroute führt auf ihrem Weg von Büdingen nach Bad Orb und weiter bis nach Lohr am Main durch Gelnhausen.[63]

#### Wandern und Tourismus
- Philosophenweg

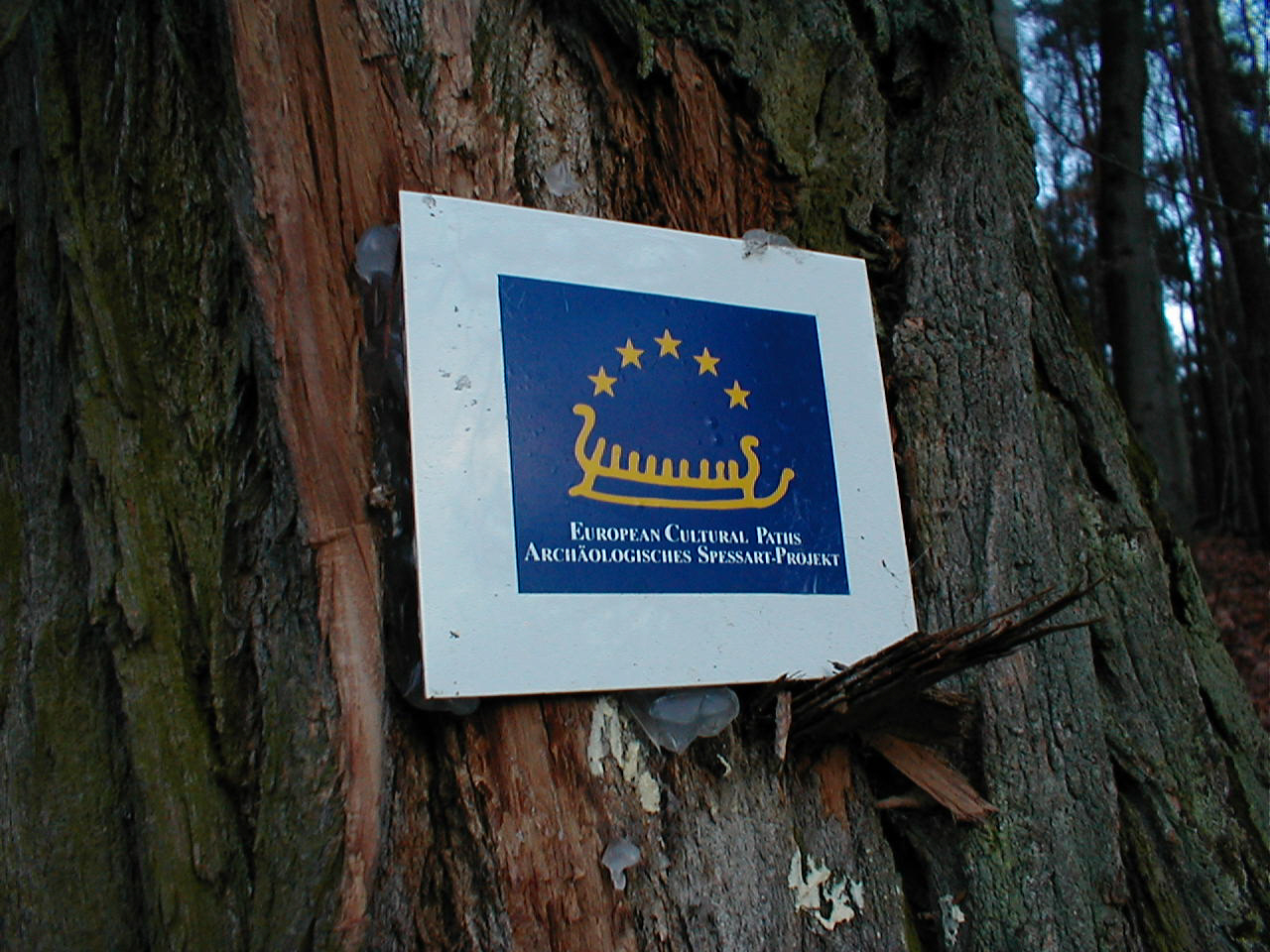
Hinweisschild der Europäischen Kulturwege des Archäologischen Spessart-Projekts

Symbol der Jakobsmuschel als Wegweiser am Jakobsweg

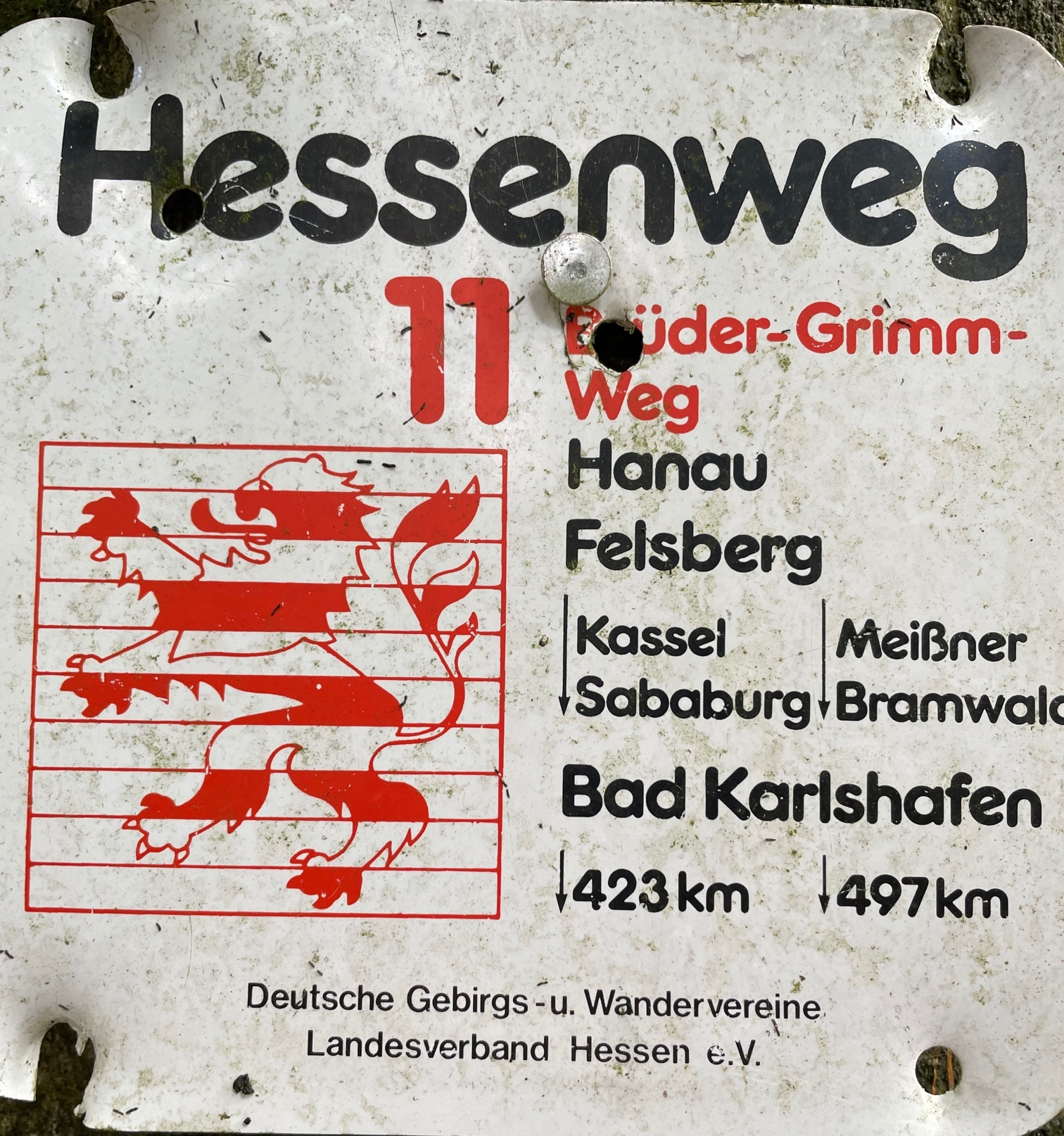
Kennzeichnung des Fernwanderweges Brüder-Grimm-Weg

An den Hängen des Gelnhäuser Stadtwalds verläuft der so genannte „Philosophenweg“, ein Panoramaweg mit Ausblicken auf die Stadt mit der Marienkirche und das Kinzigtal. Ein weiteres Netz von ca. 170 km markierten Wanderwegen erschließt sich vom Wanderparkplatz Auf der Dürich (Ausflugsgaststätte „Zum Blockhaus“).
- Begehbares Ohr

In Gelnhausen gibt es ein interaktiv begehbares Ohr zum Gedenken an Philipp Reis, dem Erfinder des Telefons.
- Gelnhausen 3: Hailer – Von 10.000 Jahren Heimat,

ist ein vom Archäologischen Spessartprojekt entwickelter historischer Wanderweg. Bei einer Länge von 6 km, mit 100 m Höhendifferenz, ist er in 6 Teilen auf begleitenden Tafeln beschrieben.
- Jakobsweg

Von Wirtheim kommend erreicht der Jakobsweg 16 die Wegstation Gelnhausen. Er führt von Fulda über Frankfurt (124 km) und Mainz (48 km) nach Trier (164 km) bzw. Worms (65 km) und orientiert sich am Verlauf einer alten Handelsstraße, der Via Regia, wo schon im Mittelalter Pilger gegangen sind, um zu dem berühmten Wallfahrtsort Vézelay in Frankreich bzw. Le Puy, dem Ausgangspunkt des französischen Weges nach Santiago de Compostela in Spanien, zu gelangen. Der Weg ist durchgängig mit dem europäischen Muschelzeichen (Bild) markiert. Von Gelnhausen geht es weiter nach Langenselbold.
- Hessenweg 11

Ein Fernwanderweg mit Bezug zu Gelnhausen ist der „Hessenweg 11“, Brüder-Grimm-Weg. Er beginnt in Hanau, der Geburtsstadt der Brüder Grimm. Ein erstes Ziel ist Gelnhausen, ehe er durch den Büdinger Wald Wächtersbach, weiter Bad Soden und schließlich Steinau an der Straße erreicht, den Ort, in dem sie einen Teil ihrer Jugend verbrachten. Der Weg führt in vielen Etappen nach Gensungen. Ab da geht es in zwei Varianten weiter über Sababurg nach Bad Karlshafen (423 km) bzw. zum Hoher Meißner (497 km), das sind Orte, die mit Märchen der Brüder Grimm in Verbindung gebracht werden.
- Deutsche Märchenstraße

Die Deutsche Märchenstraße führt ebenfalls durch Gelnhausen.

#### Sonstiger Sport
Neben vielen anderen zahlreichen Sportvereinen und Leistungsträgern wurden vor allem die in den 1980er und 1990er Jahren für den Turnverein Gelnhausen (TVG) startenden Athleten Harald Schmid und Edgar Itt sowie die Geschwister Karin und Ute Lix national und international bekannt.
Die Handballabteilung des Turnvereins stellt schon seit vielen Jahren erfolgreiche Mannschaften. Derzeit spielt die 1. Männermannschaft in der 3. Liga Ost und die A-Jugend das zweite Jahr in Folge in der 1. Bundesliga (Staffel Ost).
Der für den Schwimmverein Gelnhausen startende Wasserspringer Dieter Dörr nahm an den Olympischen Spielen in Montreal (1976) und Los Angeles (1984) teil. Die Damen- und die Herrenmannschaft des Schwimmvereins schwammen lange Jahre in der 2. Bundesliga.
Der Basketballverein BC Gelnhausen spielt zur Saison 2012/2013 in der 2. Regionalliga.

### Regelmäßige Veranstaltungen
In Gelnhausen finden regelmäßig Volksfeste statt:

#### Historische Stadtrechtsfeier
Alle 5 Jahre feiert die Stadt die Erteilung der Stadtrechte vor 850 Jahren.

#### Barbarossamarkt
Am zweiten Wochenende im März findet der jährliche Barbarossamarkt statt.

#### Schelmenmarkt
Am zweiten Wochenende im Oktober gibt es den Schelmenmarkt mit allerlei Fahrgeschäften und anderen Attraktionen. Der Schelmenmarkt ist das größte Volksfest des Kinzigtales. Der Name geht zurück auf die Schelme von Bergen, von denen ein Zweig in Gelnhausen ansässig war.

#### Homerun Open Air
Bis zum Juli 2024 fand das Techno-Event "Homerun Open Air" auf dem Exerzierplatz statt.

#### Kinzigtal total
In der Regel zweiten Sonntag im September veranstaltet der Main-Kinzig-Kreis unter dem Titel Kinzigtal total den sogenannten Radlersonntag. Dabei wird die die Orte des Kinzigtals verbindende Landstraße von Sterbfritz bis Hanau für den Autoverkehr gesperrt und bleibt Radfahrern vorbehalten. Wie die anderen Orte beteiligt sich auch Gelnhausen mit Ständen zur Unterhaltung und Bewirtung.

#### Grimmelshausen-Preis
Der Johann-Jacob-Christoph von Grimmelshausen-Preis ist ein mit 10.000 Euro dotierter Literaturpreis. Er wird in jedem ungeraden Jahr am 15. September abwechselnd in Gelnhausen und in der Stadt Renchen vergeben. Neben dem Literaturpreis wird seit 2003 an noch nicht etablierte Autoren der Grimmelshausen-Förderpreis vergeben.

#### Philipp-Reis-Preis
Der Johann-Philipp-Reis-Preis wurde 1987 anlässlich des 125. Jahrestages der Präsentation des Telefones durch Philipp Reis gestiftet. Träger der Stiftung sind die Städte Gelnhausen und Friedrichsdorf sowie die Deutsche Telekom AG und der VDE Verband der Elektrotechnik Elektronik Informationstechnik. Seitdem wird der Preis alle zwei Jahre an Personen verliehen, die sich um die Nachrichtentechnik verdient gemacht haben.

## Wirtschaft und Infrastruktur
Ein nennenswertes Unternehmen mit Sitz in Gelnhausen ist der Automobilzulieferer Veritas. Dieser erzielte 2016 einen Jahresumsatz von 619 Millionen Euro und beschäftigte insgesamt 4000 Mitarbeiter.

### Verkehrsanschluss

#### Straße
Gelnhausen liegt an der A 66 zwischen Frankfurt am Main und Fulda. Es gibt zwei Autobahnanschlussstellen: „Gelnhausen-West“ (43) und „Gelnhausen-Ost“ (44). Die Bundesstraße 457 verbindet Gelnhausen mit dem benachbarten Wetteraukreis, vor allem mit der Nachbarstadt Büdingen.
Die früher durch Gelnhausen verlaufenden Bundesstraßen 40 und 43 wurden im Zuge des Baus der A 66 an das Land Hessen bzw. den Main-Kinzig-Kreis übergeben und in Landes- bzw. Kreisstraßen umgewandelt.

#### Bahn
Der Bahnhof Gelnhausen liegt an der Bahnstrecke Frankfurt–Göttingen, die auf diesem Abschnitt als Teil der Frankfurt-Bebraer Eisenbahn errichtet wurde. Hier hält der Regionalexpress aus Richtung Fulda nach Frankfurt (RE 50) sowie die Regionalbahn von Wächtersbach nach Frankfurt (RB 51). Die Regionalbahnen der Bahnstrecke Gießen–Gelnhausen (RB 46) haben hier ihre Endstation. Schon vor Jahrzehnten stillgelegt wurden die Freigerichter Kleinbahn und die schmalspurige Spessartbahn der Gelnhäuser Kreisbahnen.

#### Luftverkehr
Im Westen der Stadt liegt ein öffentlicher Flugplatz, der für Kleinflugzeuge bis 3,5 Tonnen geeignet ist. Dort starten und landen sowohl Motorflugzeuge, Hubschrauber und UL-Flugzeuge als auch Segelflugzeuge.

### Medien
Lokales Presseorgan ist die Gelnhäuser Neue Zeitung.  Bis 2017 gab es zudem das Gelnhäuser Tageblatt.

### Öffentliche Einrichtungen
In Gelnhausen befindet sich das für den Kreis zuständige Amtsgericht sowie eine Jugendstrafanstalt.
- Bundesanstalt Technisches Hilfswerk (THW): Regionalstelle für den Regionalbereich Gelnhausen (Osthessen) und Ortsverband
- Amt für Straßen- und Verkehrswesen Gelnhausen
- Polizeistation Gelnhausen
- Agentur für Arbeit Geschäftsstelle Gelnhausen
- Finanzamt Gelnhausen
- Main-Kinzig-Kliniken Gelnhausen
- Gefahrenabwehrzentrum des Main-Kinzig-Kreises sowie die Leitstelle[73]

### Einstiger Militärstandort
Bis in die 1990er Jahre waren in Gelnhausen amerikanische Soldaten fest stationiert. Bekanntester Second Lieutenant, bei der 3. US-Panzerdivision, war in den 1960ern der spätere Außenminister Colin Powell. Er war anschließend auch Namensgeber einer Straße im Bereich der ehemaligen Coleman-Kaserne. Heute sind nur noch zwei kleinere Areale bewohnt. Die ehemaligen Kasernenbauten im Westen der Stadt beherbergen heute vor allem Industriefirmen, Startups sowie mehrere Behörden.

### Bergbau
Im südlichen Stadtgebiet, im Stadtteil Hailer, finden sich Zeugnisse des Bergbaus auf Metallerze, der erstmals 1400 urkundlich erwähnt wurde. Über die Zeit wurden wiederholte Versuche des Bergbaus auf verschiedene Metalle unternommen. Wegen geringer Höffigkeit wurde der Betrieb jedoch nur jeweils kurze Zeit fortgesetzt. Aus dem letzten der Bergbaubetriebe ist die „Ton und Kalkwerke Hailer AG“ hervorgegangen. Sie baute Kalkstein ab und stellten noch bis 1969 Dachziegel, Backsteine und Mauersteine her. Siehe auch: Liste von Bergwerken im Spessart

## Persönlichkeiten

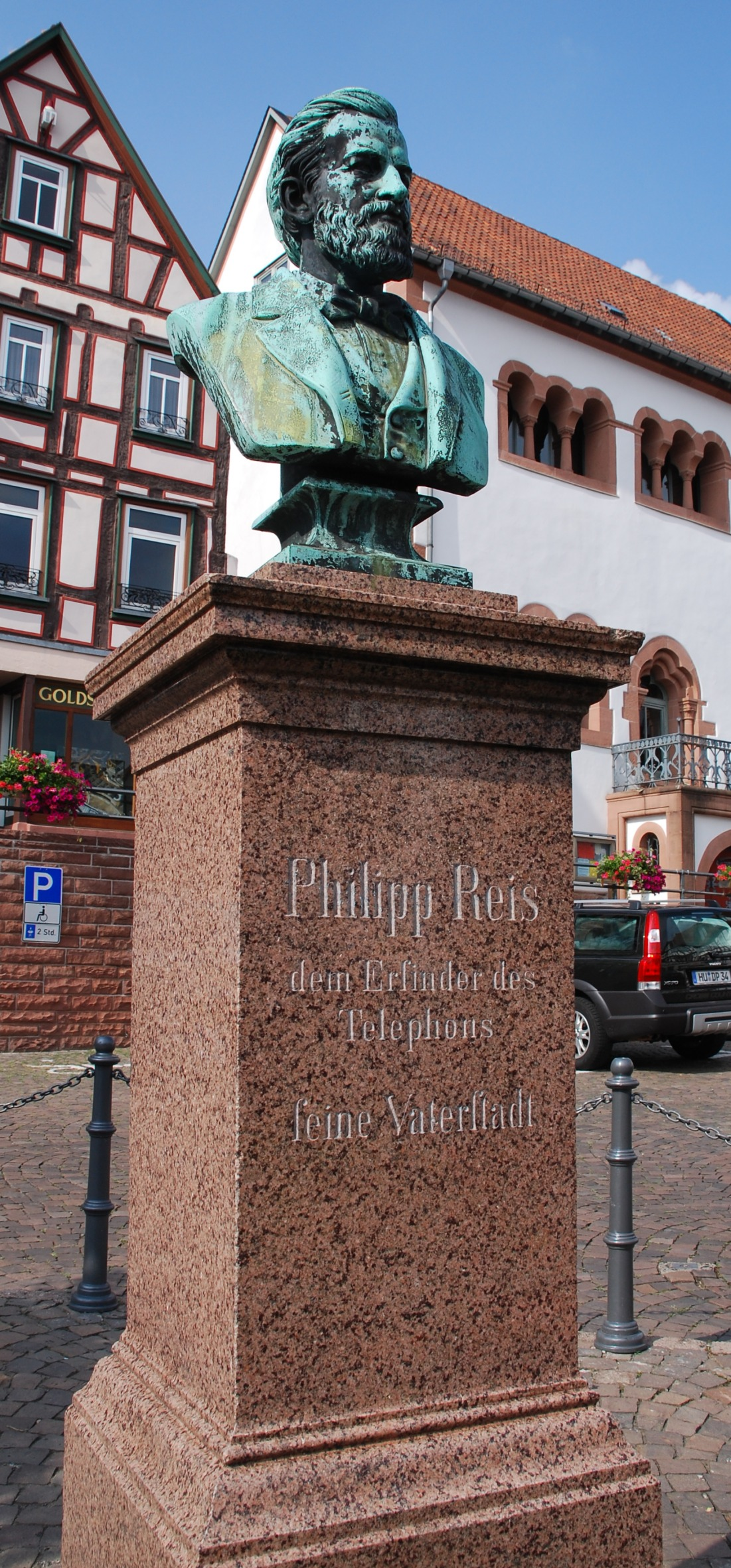
Philipp-Reis-Denkmal

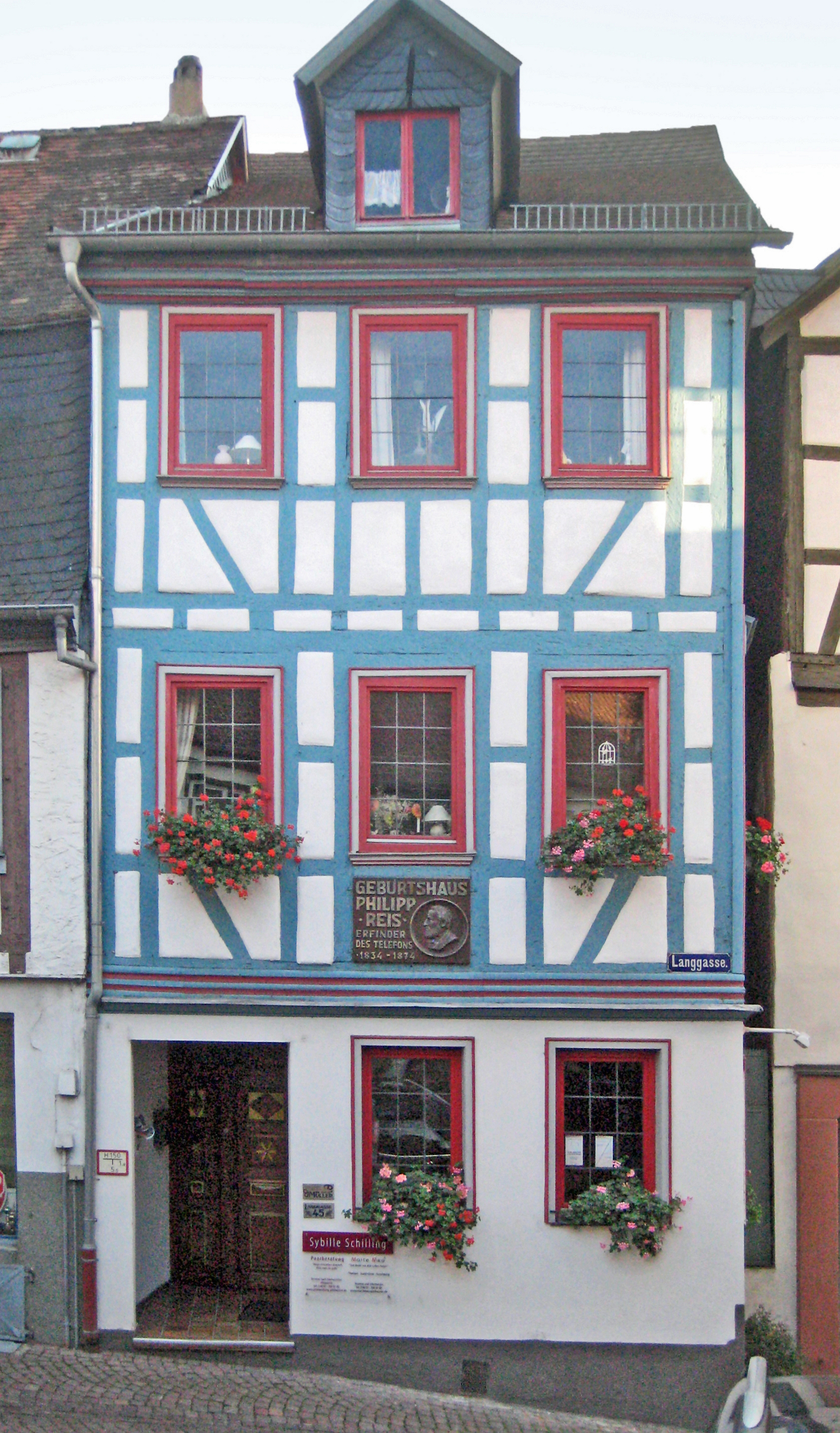
Geburtshaus von Philipp Reis

### Ehrenbürger
- Philipp von Baumbach, (1860, Kassel – 1911, Breslau), Landrat von Gelnhausen (1894–1902). „Ein herausragendes Ereignis in der Gelnhäuser Amtszeit Philipps von Baumbach war der Besuch Kaiser Wilhelms II.“. Dem Wunsch des Kaisers nachkommend, besorgte er für diesen die Pläne der Marienkirche, die später Eingang in die Gestaltung des Chores der Kaiser-Wilhelm-Gedächtniskirche in Berlin fanden[74]. Später war er Regierungspräsident in Breslau. Von Baumbach ist auch Ehrenbürger von Bad Orb: Dort ließ er 1902 eine plötzlich hervortretende Quelle fassen, die später nach ihm „Philippsquelle“ genannt wurde[75].
- Heinrich Kreß (1902–1985), von 1946 bis 1968 Landrat des Kreises Gelnhausen, Landtagsabgeordneter (CDU)
- Jürgen Michaelis (1942–2023), Bürgermeister der Barbarossastadt Gelnhausen von 1977 bis 2007

### Gelnhäuser Persönlichkeiten
- Siegfried von Gelnhausen († 1321), Burgkaplan in Gelnhausen, 1298 bis 1321 Bischof von Chur.
- Wilhelm Reinhard Freiherr von Massenbach (* 4. Januar 1795, Potsdam – † 31. Oktober 1813, Gelnhausen), war ein Held der deutschen Befreiungskriege. Er entstammte einer alten schwäbischen Adelsfamilie aus Massenbachhausen bei Heilbronn. Freiherr von Massenbach fiel vor dem Hainer Tor, bei der Befreiung Gelnhausens von Napoleonischen Truppen. Massenbach wurde im Burgkirchhof bestattet und später auf den „Alten Friedhof“ umgebettet. Dort erinnert ein Grabdenkmal an ihn. Auch die Massenbachstraße ist nach ihm benannt.[76][77]
- Fredéric Armand Strubberg (1806, Kassel – 1889, Altenhaßlau), ein deutscher Amerikareisender. Als Schriftsteller ist „er Verfasser einiger Abenteuerromane“[78]. Er gilt als geistiger Vater von Karl May. Im August 1885 siedelte Strubberg nach Altenhaßlau über, wo er 1889 starb. Sein Grab fand er auf dem Gelnhäuser Friedhof; es existiert heute nicht mehr. Die Grabplatte wurde nach der Auflösung des Friedhofs im Jahr 1957 nach Erfurt verbracht und ist heute verschollen. Im August 2010 wurde in Gelnhausen eine Gedenktafel für Strubberg angebracht.[79]
- Carl Heinrich Becker (1821–1897), Wohltäter Gelnhausens. Er gründete, gemeinsam mit seinem Schwiegervater Conrad Heinrich Schöffer, 1873 die „Bewahr- und Beschäftigungsanstalt für Kinder im vorschulpflichtigen Alter“, einen Vorläufer der heutigen Kindergärten und Kitas.[80][81]
- Johannes Bodenbender (1801, Kassel – † 1866, Hailer), Gartenplaner und gräflicher Ysenburger Obergärtner; Gestalter der Parkanlage Meerholz und vieler weiterer herrschaftlicher Parkanlagen in Hessen.[82][83]
- Martha Schneider-Bürger (* 1903 Sterkrade – † 2001 Gelnhausen), erste Bauingenieurin Deutschlands, wohnte 1977–2001 in Gelnhausen. Sie ist Verfasserin des Grundlagenwerkes für Bauingenieure „Stahlbauprofile“; diese Formelsammlung, allgemein als Die Martha bezeichnet liegt in 24 Auflagen vor (Stand 2021). Mit der Namensgebung der Martha-Schneider-Bürger-Brücke ehrt die Stadt ihre berühmte Bürgerin[84].
- Familie Sondheimer; Dr. Elkan Sondheimer, jüdischer Anwalt und seine Frau Gertrud, geborene Rapp errichteten und bewohnten die oberhalb der Stadt gelegene Villa Sondheimer, „Im alten Graben“. Die kunst- und literaturbegeisterte Familie prägte in den 1920er und 1930er Jahren das gesellschaftliche Leben Gelnhausens. Sie wurde von den Nationalsozialisten aus Gelnhausen vertrieben und emigrierte in die USA. Nach ihm ist die Dr.-Sondheimer-Str benannt[85][86].
- Heinrich Mohn (1904–2003), Ingenieur, Erfinder und Philanthrop.
- Hans Kreutzer (22. Dezember 1936, Meerholz – 18. November 2021), Ingenieur, Heimat- und Geschichtsforscher, zahlreiche archäologische Funde gehen ebenso auf ihn zurück, wie die zugehörigen Publikationen[87]
- The Monks, einflussreiche Rockband der 1960er Jahre.
- Colin Powell (1937–2021), Außenminister der Vereinigten Staaten von 2001 bis 2005; war in den 1960er Jahren bei der 3. US-Panzerdivision in Gelnhausen.
- Harald Schmid (* 1957), Leichtathlet und mehrfacher Olympiamedaillengewinner.
- Edgar Itt (* 1967), Leichtathlet und Olympiamedaillengewinner.
- Peter Tauber (* 1974), deutscher Politiker (CDU), Generalsekretär der CDU, dann Parlamentarischer Staatssekretär.

### Söhne und Töchter der Stadt
- Siegfried von Gelnhausen († 1321), Bischof von Chur
- Konrad von Gelnhausen (um 1320/25–1390), Magister der Freien Künste, Doktor der Theologe und erster Kanzler der 1386 gegründeten Universität Heidelberg; hier war er auch Lehrer. Er hatte an der Sorbonne in Paris studiert, war Kanoniker, später Dompropst in Worms[88]
- Heinrich von Gelnhausen, Magister der Universität von Paris, Mitbegründer und erster Rektor der Universität Heidelberg[89]
- Johannes von Gelnhausen (vor 1350–nach 1407), Notar (u. a. Kaiser Karls IV., sowie der Städte Brünn und Iglau), auch Verfasser des Deutschen Bergrechtsbuches. Johannes übersetzte viele Schriften vom Lateinischen ins Deutsche und ist Verfasser des im Wiener Schottenstift vorliegenden Mariengedichtes[90]
- Jost Hoen (um 1500–1569), Magister, Pädagoge und Staatsmann
- Elisabeth Strupp († 1599), Ehefrau des Gelnhäuser Pfarrers Johannes Strupp, wurde nach einem Hexenprozess hingerichtet
- Johann Jacob Christoffel von Grimmelshausen (um 1621/22–1676)[91], Schriftsteller (Der abenteuerliche Simplicissimus und viele Weitere)
- Johann von Pfalz-Birkenfeld (1698–1780), Pfalzgraf und Herzog von Zweibrücken-Birkenfeld zu Gelnhausen
- Luise Christiane von Birkenfeld-Gelnhausen (1748–1829), Pfalzgräfin und Prinzessin in Bayern und Frau von Heinrich XXX., Graf Reuß zu Gera
- Carl zu Ysenburg-Büdingen (1763–1832), Standesherr und Abgeordneter der kurhessischen Ständeversammlung
- Johann Heinrich Cassebeer (1784–1850), Naturwissenschaftler und Bürgermeister von Gelnhausen. Als Apotheker betrieb er die historische, 1582 gegründete Einhorn-Apothheke (2016 geschlossen)[92]. Die mit Edelkastanien bewachsene „Heinrichshöhe“, oberhalb von Gelnhausen, ist nach ihm benannt.
- Johann Friedrich Kees (1812–1864), Stadtrat und Mitglied der kurhessischen Ständeversammlung
- Conrad Heinrich Schöffer (1815–1878), Mäzen und Förderer Gelnhausens, Abgeordneter der Preußischen Nationalversammlung.
- Ludwig Wilhelm Schöffer (1831–1904), Großkaufmann und Unternehmer, (jüngerer Bruder von Conrad Heinrich Schöffer), errichtete 1888 in Gelnhausen eine Glühlampenfabrik und legte den „prächtigen Park“ an, und eine Villa („Withu“), die später als „Kurhaus“ dem geplanten „Bad Gelnhausen“[93] diente (heute Main-Kinzig-Kliniken). Ein Denkmal im Park des Krankenhauses erinnert an Ludwig Wilhelm Schöffer.
- Philipp Reis (1834–1874), Physiker; das 1861 von ihm vorgestellte Telefon gilt als seine Erfindung
- Wilhelm Bodenbender (1857–1941), Mineraloge/Geologe. Er untersuchte vor allem die Gebirge der Provinz Córdoba und der Provinz La Rioja in Argentinien
- Johann Georg Schöffer (1838–1906), Kaufmann und Bürgermeister sowie Mitglied des Provinziallandtages der Provinz Hessen-Nassau
- August Brey (1864–1937), Politiker (SPD), MdR, MdL (Preußen)
- Johann Karl Kreiß (1866–1945), Politiker (DNVP) und Abgeordneter des Provinziallandtages der Provinz Hessen-Nassau
- Karl Kalbfleisch (1868–1946), Altphilologe, Professor an der Universität Gießen, forschte schwerpunktmäßig auf dem Gebiet von Papyrusschriften
- Theodor Etzel (1873–1930), Schriftsteller
- Julius Frey (1895–1965), Politiker (CDU), Erster freigewählter Bürgermeister der Stadt Gelnhausen nach 1945
- Friedrich Hueter (1897–1967), Verwaltungsjurist
- Viktor-Hugo Scheffel (1899–unbekannt), Kaufmann und Manager, Leiter der Moha-Milchversorgung in Frankfurt
- Oskar Fischinger (1900–1967), Filmregisseur, Erfinder, Pionier des abstrakten Films, Spezialist für Trickeffekte, Bruder von Hans Fischinger. 1936 emigrierte Oskar Fischinger in die Vereinigten Staaten. Dort arbeitete er für Paramount und Metro-Goldwyn-Mayer. Oskar Fischinger betätigte sich auch als abstrakter Maler. Bis zu seinem Tode blieb er in den Vereinigten Staaten[94].
- Adolf Seibig (* 12. Juni 1908, † April 1990), Naturforscher, beschäftigte sich schwerpunktmäßig mit der Erforschung von „Farn- und Blütenpflanzen Hessens und Unterfrankens“. „Er schuf zwischen dreißig- und vierzigtausend Fundortangaben zu 200 verschiedenen Pflanzenarten, -gruppen und -familien“[95]. Seibig kooperierte mit „vielen naturkundlichen und naturwissenschaftlichen Vereinen, nicht zuletzt der Senckenbergischen Naturforschenden Gesellschaft und deren Außenstelle Lochmühle im Spessart“[96]. Seine Arbeit wurde wertgeschätzt und mit vielen Auszeichnungen und Preisen bedacht: 1977 Kulturpreis des Main-Kinzig-Kreises, 1979 Ehrenamtlicher Mitarbeiter der Senckenbergischen Naturforschenden Gesellschaft, 1984 Bundesverdienstkreuz[97].
- Hans Fischinger (1909–1944), Filmregisseur, „Pionier … des absoluten Films“[94] und des Trickfilms, Bruder von Oskar Fischinger. Er arbeitete auch, gemeinsam mit seinem Bruder Oskar, „an der Perfektionierung eines Farbfilmverfahrens“. Eine Straße in Gelnhausen ist nach ihm benannt. Auch eine Erinnerungstafel an seinem Geburtshaus am Obermarkt ist ihm gewidmet. Einer seiner bekannten Filme ist Tanz der Farben[94].
- Hans Joachim Fröhlich (1923–2008), Forstwissenschaftler
- Helga Elstner (1924–2012), Politikerin (SPD), Mitglied im Hamburger Senat und Mitglied der Hamburgischen Bürgerschaft
- Katharina de Fries (1934–2019), RAF-Terroristin, Bankräuberin und Autorin
- Gerhard Wettig (* 1934), Historiker
- Helmut Hartwig (* 1936), Autor und Hochschullehrer
- Roland Vogt (1941–2018), Politiker (Grüne) und Pazifist
- Jan Kahmann (* 1947), Gewerkschafter
- Rolf Müller (* 1947), Politiker (CDU), MdL Hessen, Staatssekretär, Präsident des Landessportbundes Hessen
- Hanne-Margret Birckenbach (* 1948), Politologin und Professorin für Europastudien
- Rudi Bresser (* 1948), Wirtschaftswissenschaftler
- Richard Meng (* 1954), Journalist
- Martin Worms (* 1954), Verwaltungsjurist und parteiloser Finanzstaatssekretär
- Thomas Boehm (* 1956), Immunologe, Direktor am Max-Planck-Institut
- Klaus Ploghaus (1956–2022), Hammerwerfer (Bronzemedaille bei Olympiade 1984)
- Ulrich Johannes Schneider (* 1956), Bibliothekar und Philosophiehistoriker
- Andreas Gößling (* 1958), Schriftsteller
- Rudolf Michl (* 1958), Politiker (SPD)
- Dirk Schäfer (* 1961), Regisseur und Dokumentarfilmer
- Peter Back (* 1962), Jazzmusiker
- Burkhard Kling (1962–2023), Kunsthistoriker, Museumsleiter
- Hans-Jürgen Gundelach (* 1963), Fußballspieler
- Diana Hummel (* 1963), Politik- und Umweltwissenschaftlerin
- Carl Schmitt (* 1963), Filmproduzent und Drehbuchautor
- Wolfram Weimer (* 1964), Journalist, Staatsminister und Beauftragter der Bundesregierung für Kultur und Medien
- Kristin Falck (* 1966), Informatikerin und Fantasyautorin
- Stefanie Dehnen (* 1969), Chemikerin
- Mariana Harder-Kühnel (* 1974), Rechtsanwältin und Politikerin
- Tia Mowry (* 1978), Schauspielerin
- Rene Schwuchow (* 1978), Talkshow-Moderator
- Frank Sauer (* 1980), Politikwissenschaftler und Hochschullehrer
- Jessica Gutermann (* 1984), Volleyball- und Beachvolleyballspielerin
- Michelle Weitzel (* 1987), Leichtathletin
- Marcos Álvarez (* 1991), Fußballspieler
- Laura Knöll (* 1991), Journalistin und Fernsehmoderatorin
- Kim Irion (* 1991), Handballspielerin
- Pascal Reddig (* 1995), Politiker und Mitglied des Bundestages
- Doreen Vennekamp (* 1995), Sportschützin
- Jayson Breitenbach (* 1998), Fußballspieler